# كويكب

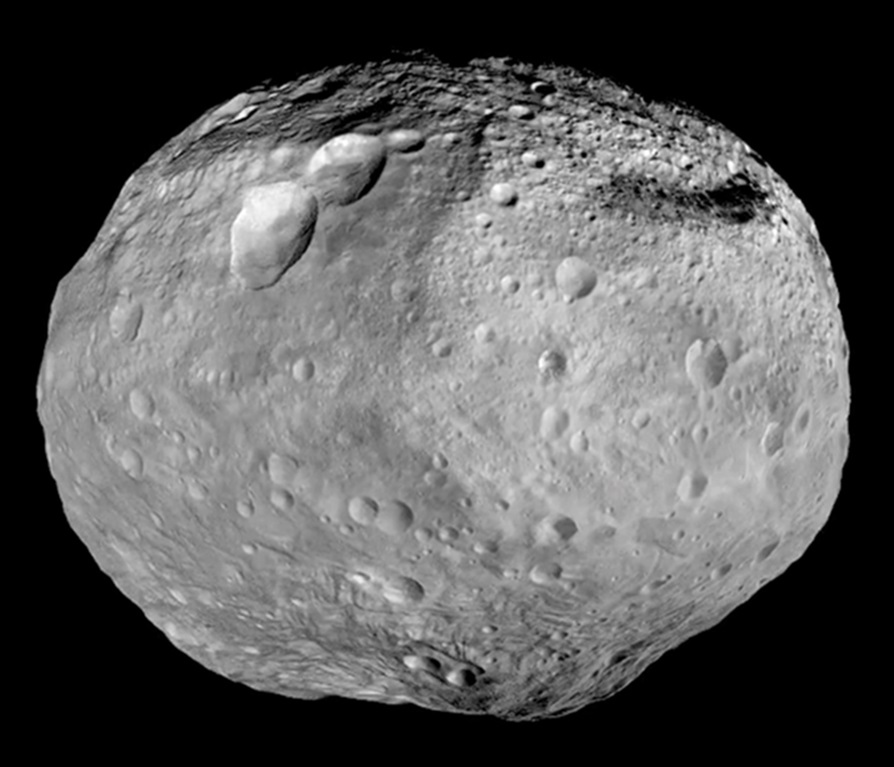
الكويكب فيستا 4، وهو أحد أكبر الكويكبات الموجودة في المجموعة الشمسية وهو ذو قطر يبلغ أكثر من 500 كيلومتر

الكُوَيْكِب أو السُّيَيِّر هو كوكب صغير يتخذ مداراً حول الشمس أو حول أحد الأجرام الكونية مثل كواكب المجموعة الشمسية، وتطلق هذه التسمية غالباً على تلك الموجودة في حدود المجموعة الشمسية الداخلية. أُطلقَت تسمية كويكب تاريخياً على أي جرم فلكي يتخذ الشمسَ مداراً له، وليس لمداره الشكل الدائري المتوفر للكواكب، ولم يلاحظ فيه ميزات خاصة للمذنّبات النشطة مثل وجود ذيل، خاصّةً أنه اكتُشِف أن سطوح الكواكب الصغيرة البعيدة خارج المجموعة الشمسية تحوي مواد متطايرة بشكل مشابه للمذنبات. لهذا الأمر، فإن الكويكبات عادة ما تُميَّز عن الأجرام الموجودة في حزام الكويكبات.
هناك الملايين من الكويكبات بأحجام متنوعة ومختلفة، ويعتقد أن كثير منها يعود أصله إلى بقايا متشظية من الكواكب المصغرة، وهي أجرام تشكلت في بداية عمر الشمس عندما كانت سديماً، لكنها لم تحصل على الفرصة لتكبر كما الكواكب الأخرى، إن الغالبية العظمى من الكويكبات المعروفة في وقتنا الحاضر قابعة فيما يسمى بحزام الكويكبات بين المريخ والمشتري، أو مشتركة في مدارها مع مدارات الكواكب، مثل كوكب المشتري (طروادة المشتري). على أي حال، توجد هناك أصناف (عائلات) مدارية أخرى بأعداد معتبرة، من ضمنها الأجرام القريبة من الأرض. تُصنّف الكويكبات الفردية وفق خصائصها الطيفية، وعلى العموم فإن غالبيتها تندرج تحت واحد من ثلاثة أنواع، وهي: كويكب من النوع سي (C) والنوع إس (S) والنوع إم (M)، حيث أن النوع (C) غني بالكربون، بينما النوع (S) صخري، أما النوع (M) فهو معدني. تختلف أحجام الكويكبات اختلافا كبيراً، حيث يعد سيريس أكبرها، حيث يبلغ قطره 1000 كم (625 ميل) تقريباً.
تختلف الكويكبات عن المذنّبات والنيازك. في حالة المذنّبات، يكون الفرق بالتركيب، حيث أن الكويكبات تتكون أساسًا من المعادن والصخور، في حين أن المذنّبات تتكون أساسًا من الغبار والجليد. بالإضافة إلى ذلك فقد تشكلت الكويكبات بالقرب من الشمس، مما منع تشكل الجليد عليها. تختلف الكويكبات عن النيازك بفارق واحد أساسي وهو الحجم، إذ يبلغ قطر النيزك مترًا واحدًا أو أقل، في حين يبلغ قطر الكويك أكثر من متر واحد. أخيرًا يمكن أن تتكون النيازك من مواد المذنّبات أو الكويكبات.
يعد فيستا 4 الكويكب الوحيد الذي يمكن مشاهدته بالعين المجردة، ذلك بسبب أن له خصائص عاكسة للضوء مرتفعة نسبياً عن بقية الكويكبات، وهذا لا يتوفر إلا في سماء شديدة السواد وخالية من التلوث الضوئي، بعض الكويكبات التي تقترب كثيراً من الأرض يمكن مشاهدتها خلال فترة زمنية قصيرة نسبياً، حتى أكتوبر من عام 2017، كان لدى مركز الكواكب الصغيرة بيانات عن ما يقرب من 745,000 جرماً في النظام الشمسي الداخلي والخارجي، منها ما يقرب من 504,000 تتوفر فيها البيانات الكافية ليتم تسميتها.

2014 JO25 تم تصويره بواسطة الرادار خلال رحلته الأرضية 2017

في 22 يناير من العام 2014، قام علماء من وكالة الفضاء الأوروبية بكتابة تقرير يفيد اكتشاف بخار الماء في سيريس (أكبر الكويكبات حجماً)، وهذه كانت أول مرة في التاريخ يتم تأكيد هذا الأمر بشكل حاسم، وقد تم هذا الاكتشاف من خلال استعمال قدرات الأشعة تحت الحمراء البعيدة المتزود بها مقراب هيرشل الفضائي، وقد كان الاكتشاف غير متوقعاً لأن المذنبات وحدها هي ما كان يعتقد أنها تبث الماء عبر أعمدة بخارية تُشاهَد عند اقترابها من الشمس، وقد ذكر أحد العلماء العاملين على هذه المسألة «إن الحدود الفاصلة بين الكويكبات والمذنبات تصبح أكثر ضبابية مع مرور الوقت». في أبريل 2018 ذكرت مؤسسة B612 «من المؤكد 100 بالمائة أننا سنُضرَب بواسطة كويكب مدمر، لكننا لسنا متأكدين 100 بالمائة متى». اعتبر عالم الفيزياء ستيفن هوكينج، في كتابه الأخير في عام 2018 «إجابات مختصرة عن الأسئلة الكبيرة»، أن اصطدام الكويكب أكبر تهديد لكوكب الأرض. في يونيو 2018، حذرت الهيئة الوطنية الأمريكية للعلوم والتكنولوجيا من أن أمريكا غير مهيأة لحدوث اصطدام كويكب، وقد طورت وأصدرت «خطة عمل إستراتيجية وطنية» للتأهب بشكل أفضل. وفقاً لشهادة الخبراء في كونغرس الولايات المتحدة في عام 2013، ستحتاج ناسا إلى خمس سنوات على الأقل من الاستعداد قبل بدء مهمة اعتراض الكويكب.
أعلنت الأمم المتحدة يوم 30 يونيو يوماً دولياً للكويكب لتثقيف الشعوب حول الكويكبات. يحتفل تاريخ اليوم العالمي للكويكب بذكرى اصطدام كويكب تونجوسكا على سيبيريا، الاتحاد الروسي، في 30 يونيو 1908.

## التسمية

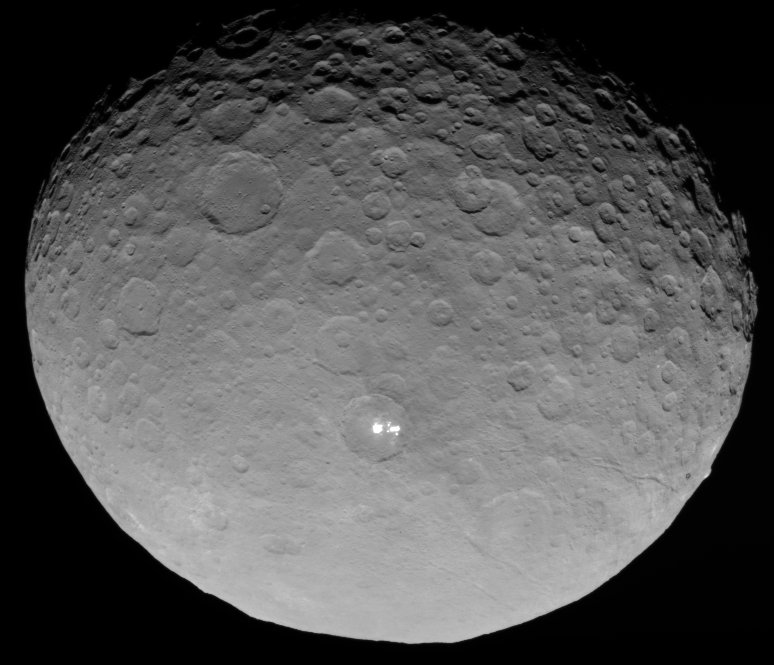
سيريس، هو أكبر الكويكبات على الإطلاق وأولها اكتشافاًً، وسمي بهذا الاسم تيمناً بآلهة الزراعة لدى الرومان

الكويكبات التي تكتشف حديثاً تُعطَى تسمية مؤقتة مثل 2002AT4 تتألف من سنة الاكتشاف ثم يتبعها رموز من أحرف ترمز إلى نصف الشهر الذي اكتُشِفَ فيه وأخيراً رقم متسلسل يدل على تسلسل هذا الجرم عن البقية المكتشفة في نفس الفترة. عندما يتم تأكيد مدار الكويكب فإنه يعطى رقم دائم، ولاحقاً قد يعطى اسماً مثل (إروس 433).

### الرموز
أول الكويكبات المكتشفة قد تم اعطاؤها رموز تميزها عن غيرها من الكويكبات، مثل تلك التي تميز الكواكب عن بعضها، مثال لهذه الرموز هو 40px، هذا الرمز خاص بالكويكب إيرس 7، وهو قوس قزح وأسفله نجم.
في العام 1851  قام يوهان إنكه بعمل تغيير كبير في نسخة عام 1854 من (كتاب برلين السنوي للفلك)، حيث قام بتقديم مجموعة من الأفكار التي تتعلق بهذا الشأن، والتي سرعان من تبناها علماء الفلك في تلك الفترة. وفي سنة 1855 توقرت حوالي دزينتين من رموز الكويكبات المكتشفة، والتي ظهرت فيما بعد بعدّة أشكال مختلفة.

## الاكتشاف

### سيريس أول كويكب

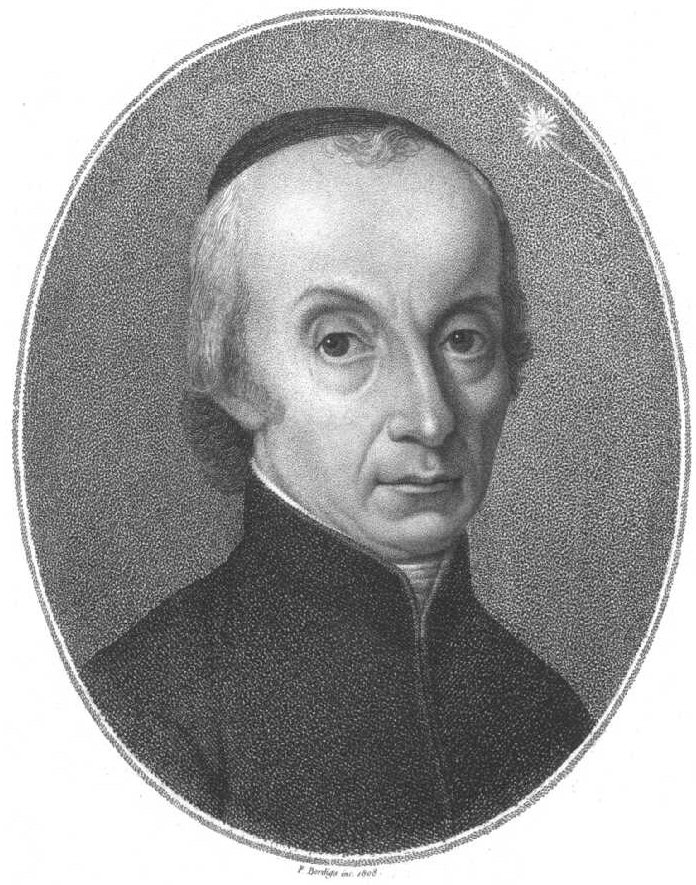
صورة بيازي مكتشف سيريس

لعدة قرون، تساءل الفلكيون والفيزيائيون وعلماء الرياضيات عن الفجوة الهائلة بين مداري المريخ والمشتري، حتى تم اكتشاف أول الكويكبات وأكبرها، والذي يسمى سيريس، تم اكتشافه في العام 1801م من قبل الفلكي بيازي، والذي اُعتبِر في وقتها كوكباً جديداً، وفي خلال الأعوام التي تلت هذا الاكتشاف تم رصد أجرام أخرى مشابهة له، والتي ظهرت من خلال معدات تلك الفترة على أنها نقاط ضوئية في الفضاء مظهرةً القليل أو لا شيء من القرص الكوكبي، وبالتالي تم تمييّزها عن النجوم وبقية الأجرام الأخرى بناء على الخصائص الظاهرة لهذه الأجرام.

### كويكبات بالاس وجونو وفيستا

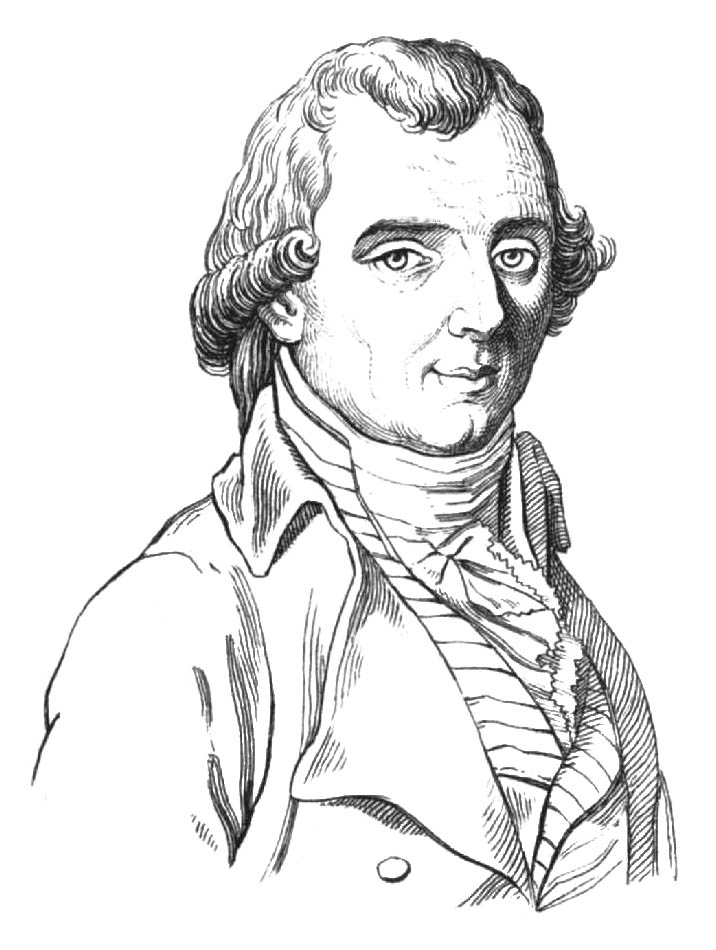
اكتشف هاينريش أولبيرز بالاس وفيستا واقترح النظرية الأولى لأصل الكويكبات

الباحث الأول الذي تعامل مع الفجوة بين مدارات المريخ والمشتري كان يوهانس كيبلر حيث افترض كبلر أنه يجب أن يكون هناك كوكب غير معروف في هذا الفضاء، على الرغم من أنه أضاف ربما لم يكن هناك أي كوكب.
في وقت لاحق تناول علماء آخرون القضية مرة أخرى حيث رأى كارل فريدريش غاوس أن كلا من كوكب المشتري وزحل قد وضعا تحت تأثير الهي خارج النظام الشمسي حتى لا تتأثر مدارات الكواكب الداخلية بينما الفيلسوف إيمانويل كانط قال إن المساحة الفارغة تتناسب مع كتلة كوكب المشتري.
اعتقد يوهان هاينريش لامبرت أن الفجوة ربما كانت نتيجة لطرد بعض الكواكب الافتراضية بسبب تأثير الجاذبية لكوكب المشتري وزحل.
في القرن الثامن عشر، كان العديد من علماء الفلك على استعداد للاعتقاد بوجود كواكب متعددة غير معروفة في النظام الشمسي. ومع ذلك، كان يوهان دانيال تيتيوس، في عام 1766 هو أول من قدم التفسير للمسافة بين مدارات المريخ والمشتري والتي ستُعرف في النهاية بقانون تيتيوس بود. جذبت العلاقة العددية انتباه يوهان إليرت بودي، الذي لم يشك في صحتها ونشرها في عام 1772. وكان اكتشاف ويليام هيرشيل لأورانوس في عام 1781 على مسافة تنبأ بها القانون تأكيدا نهائيًا بوجود كوكب بين المريخ والمشتري.
فرانز زافير فون زاك أحد أكثر علماء الفلك اهتمامًا بتحديد مواقع الكواكب حيث أعد خريطة للنجوم من شأنها أن تسمح له بتحديد وجود كائنات جديدة وحساب مدار افتراضي لكوكب غير معروف.
في ليلة 1 يناير 1801، أثناء العمل على تكوين كتالوج النجوم، وجد بيازي كائنًا في كوكبة الثور. في 4 يناير أعلن هذا الاكتشاف للصحافة، وذلك بفضل العديد من علماء الفلك الأوروبيين، بمن فيهم جوزيف لاندي الذي طلب من بيازي أن يرسل ملاحظاته وانتشر الخبر في نهاية فبراير.
بعد بضعة أشهر من اكتشاف سيريس، في 28 مارس 1802، وجد هاينريش أولبرز كائنًا آخر له خصائص متشابهة لكويكب سيريس سماه بالاس، لأنه لاحظ أنه يتحرك خلف النجوم. اقترح هاينريش أولبرز أن سيريس وبالاس كانا قطعة من كوكب وتم تجزئته بواسطة قوى داخلية.
كانت النتيجة المباشرة لنظرية أولبرز أنه يمكن أن يكون هناك المزيد من الأشياء بين مداري المريخ والمشتري التي لم يتم اكتشافها بعد. وهكذا، انتهى كارل لودفيج هاردينغ وبعد الملاحظات المستمرة عُثِر على جونو في 1 سبتمبر 1804.
بعد ثلاث سنوات تقريبًا، اكتشف أولبيرز كويكبًا رابعًا، هو فيستا، هذه الاكتشافات الأربعة عززت نظرية أولبرز.

### الألاف من الكويكبات

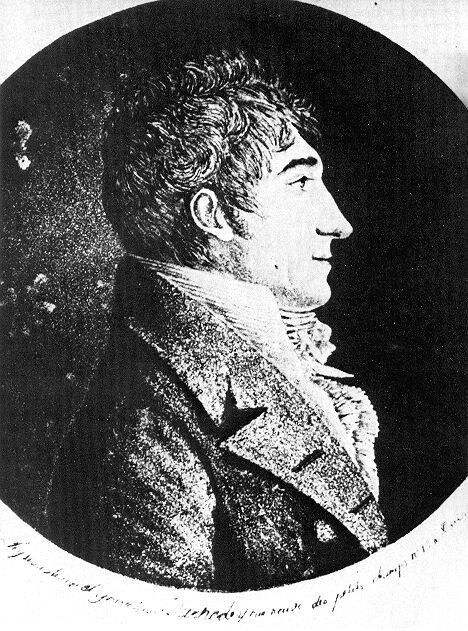
كارل لودفيج هاردينغ

بعد الاكتشافات الأولى، مر ما يقرب من أربعين عامًا حتى وجد كارل لودفيج هاردينغ الخامس بعد خمس سنوات من البحث المكثف ويمكن تفسير هذا الفاصل الزمني الطويل بثلاثة أسباب رئيسية وهي:
- قام معظم علماء الفلك، الذين تأثروا بنظرية أولبرز ببحثهم في نفس منطقة الفضاء التي اكتشفت فيها الأجسام الأولى.
- لم يُعتبر البحث المنهجي عن كواكب جديدة أولوية فلكية حيث عُثِر على الكويكبات الأولى عن طريق الصدفة.
- أدى عدم وجود مخططات فلكية جيدة إلى عدم اليقين من ًأنهم يواجهون كوكبا جديداً أو نجماً جديداً.

مع الوصول إلى عدد متزايد من الرسوم البيانية الفلكية، كان لدى الفلكيين الوسائل للقيام بهذه المهمة مع ضمانات كافية. في عام 1857 تم اكتشاف خمسين كويكباً وفهرستها في عام 1868.

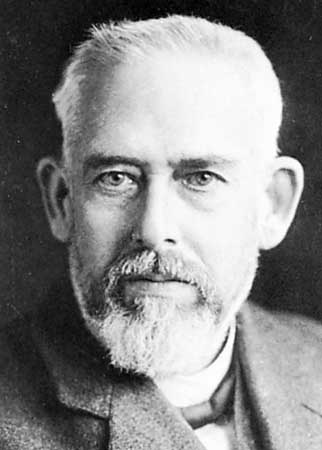
اكتشف ماكس وولف أول كويكب بواسطة التصوير الفلكي

في 22 ديسمبر 1891 اكتشف ماكس فولف 323 بروسيا بواسطة التصوير الفلكي، وهي تقنية سرعت الزيادة في كشوف الكويكبات. بحلول عام 1923 كان هناك الاف الكويكبات المفهرسة وفي عام 1985 تم تسجيل ثلاثة آلاف.
في نهاية القرن العشرين، أدى تنقيح تقنيات المراقبة واستخدام البرامج الآلية، مثل بحث لنكولن عن الكويكبات القريبة من الأرض وسبيس واتش إلى زيادة هائلة في عدد الكويكبات المعروفة. في عام 1999 كان هناك عشرات الألاف. في عام 2002 وصلت إلى خمسين ألف والرقم مائة ألف تم فهرسته في عام 2005 وبحلول عام 2014، كان هناك بالفعل أربعمائة ألف كويكب مفهرس. وتشير بعض التقديرات إلى وجود أكثر من مليون كويكب بأحجام أكبر من واحد كيلومتر مربع.

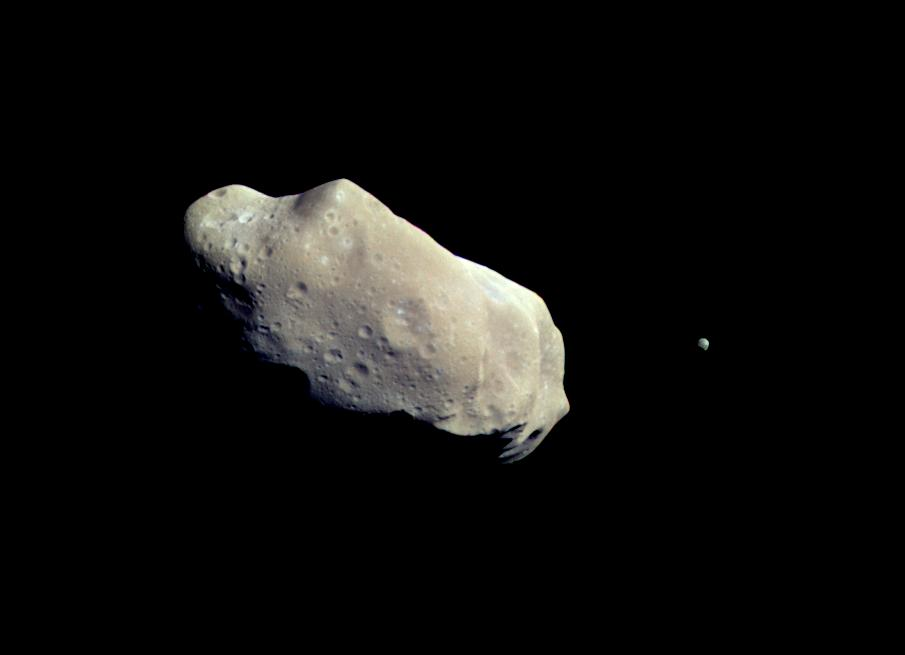
كويكب إيدا 243 إيدا وقمره داكتيل

يظهر وجود عشر بقع برتقالية مرقمة، كل رقم يرمز لأسبقية الاكتشاف، وفي الخلفية يظهر القمر، وبالتالي هذه مقارنة للأحجام بينها وبين القمر، ويلاحظ أن سيريس متوج بالرقم 1

نظرة عامة على الجدول الزمني للاكتشاف:
- 11 كويكب بحلول عام 1849

1. سيريس - 1801
2. بالاس - 1802
3. 3 جونو - 1804
4. فيستا - 1807
5. 5 أسترا - 1845
6. نبتون - 1846
7. 6 هيبي - يوليو 1847
8. ايرس 7 - أغسطس 1847
9. فلورا - أكتوبر 1847
10. خلاسي - أبريل 1848
11. 10 هيجيا أبريل 1849

- 100 كويكب بحلول عام 1868
- 1000 بحلول عام 1921
- 10000 بحلول عام 1989
- 100,000 بحلول عام 2005
- 700,000 بحلول عام 2015

### الطرق التاريخية

الكويكب جونو 3 كما يظهر متحركاً وفي خلفيته نجوم ثابتة، مما يدل دلالة قوية للغاية عليه

طرق اكتشاف الكويكبات قد تطورت كثيرًا للغاية خلال القرنين المنصرمين.
في نهايات القرن الثامن عشر قام البارون فرانز بتشكيل مجموعة من الفلكيين للبحث في السماء عن «الكواكب الضائعة»، على مسافة متوقعة تبلغ 2.8 وحدة فلكية عن الشمس، وذلك من خلال قانون بود، قام البارون بهذا الفعل جزئياً بسبب ان اكتشاف أورانوس الذي قام به ويليام هيرشل عام 1781 قد تم باستخدام نفس القانون، وبالتالي هذه المهمة تطلبت أن يتم رسم مخططات يدوية للسماء تكون مجهزة لكل النجوم في دائرة البروج نزولاًَ حتى حد متفق عليه من خفوت اللمعان، لذا وبعد أن تم رسم المخطط يدوياً فإن السماء تكون مُراقبة ليلاً ويتم رسم مخططات أخرى خاصة لكل ليلة، ومن ثم يتم مقارنة المخططات أملاً في وجود أجسام جديدة متحركة تظهر في أحد المخططات ولا تظهر في أخرى، وقد تم توقع حركة تلك الأجسام بواقع 30 ثانية للقوس في الساعة.
أول الأجسام اكتشافاً، سيريس، لم يتم اكتشافه من قبل الفريق، بل من قبل الفلكي بيازي، مدير مرصد باليرمو في صقلية، وقد اكتشف جرماً يشبه النجوم في كوكبة الثور، ومن خلال رصد تغير المواقع اللافت لهذا الجسم في الليالي المتلاحقة، تمكن زميله كارل فريدريش غاوس من خلال استخدام نتائج تلك الرصودات لإيجاد المسافة بين هذا الجرم غير المعلوم والأرض، حسابات كارل أظهرت أنه يقع بين المريخ والمشتري، قام بيازي لاحقاً بتسميته تيمنأ بسيريس، آلهة الزراعة عند الرومان.

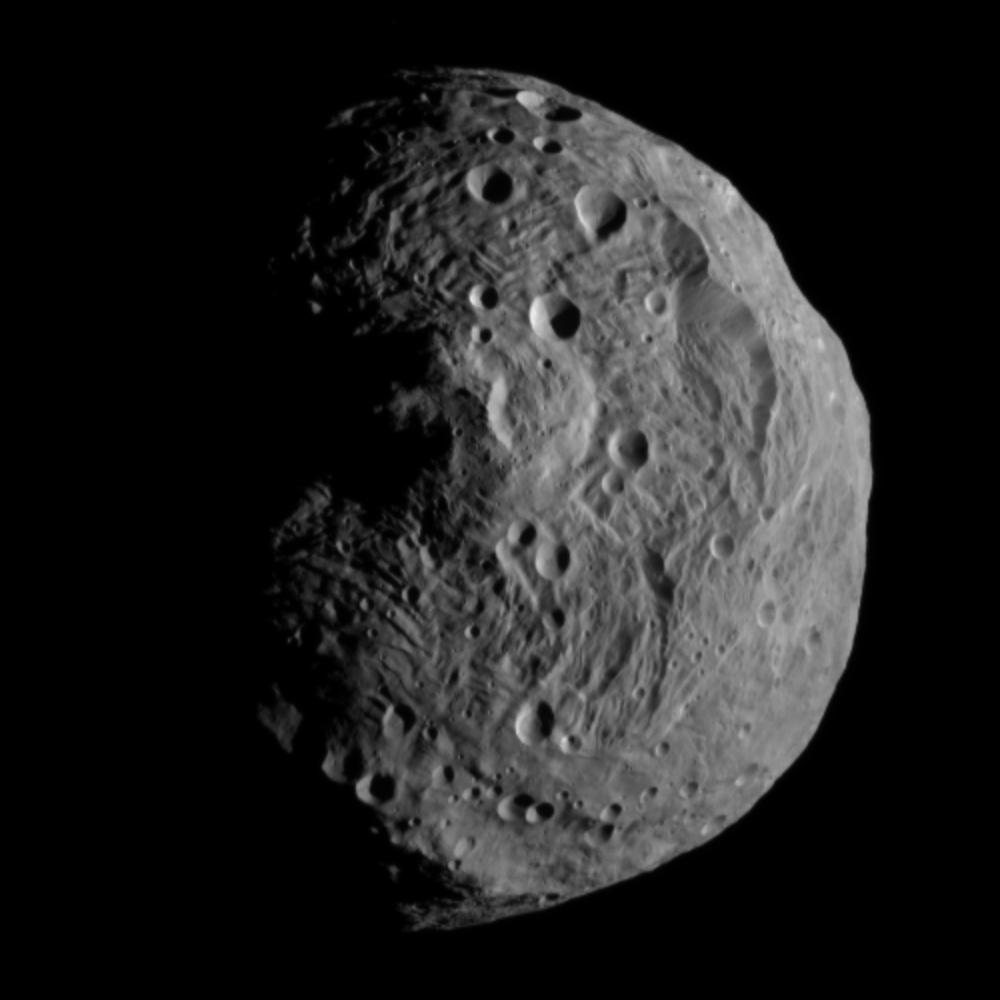
صورة للكويكب فيستا إلتقطها مسبار الفضاء "دوون" Dawn يوم 17 يوليو 2011

أما الكويكبات الأخرى (بالاس 2 وجونو 3 وفيستا 4)، فقد تم اكتشافها خلال الأعوام القليلة اللاحقة لاكتشاف سيريس، حيث أن بالاس اكتشف في 28 مارس 1802، أما جونو فقد اكتشف في الأول من سبتمبر لعام 1804، وأخيراً فيستا اكتشف في 29 مارس عام 1807، وبعد مضي ثماني سنوات من عدم الاكتشاف رغم المحاولات، ظن أغلب الفلكيين أنه قد تم اكتشاف جميع الكويكبات ولا توجد بقية أخرى. على الرغم من ذلك استمر الفلكي الألماني كارل هينيك بالبحث عن تلك الأجرام في عام 1830، وبعد مضي خمسة عشر عاماً تمكن من اكتشاف آستريا 5، وهو أول الكويكبات اكتشافاً منذ 38 سنة، وبعدها بأقل من عامين اكتشاف هيبي 6، بعد هذين الاكتشافين مباشرةً، قام فلكيون آخرون بالبحث كذلك عن هذه الأجرام، حتى أصبح معدل اكتشاف الكويكبات لا يقل عن كويكب واحد بالسنة (باستثناء 1945 بسبب وقوعها في الحرب)، ثم ارتفع المعدل لدرجة أنه تم اكتشاف عشرات الآف الكويكبات حتى يومنا الحاضر.
في 1891 كان ماكس ولف الرائد في مجال التصوير الفلكي لرصد الكويكبات، حيث برزت كمسحات قصيرة في ألواح التصوير طويلة التعرض، هذا سبب بارتفاع كبير بعدد الكويكبات المكتشفة مقارنة بالوسائل التقليدية المعتمدة على النظر، تمكن ماكس وحده من اكتشاف 248 كويكب بدأت بـ بروسا 323، عندما تم اكتشاف أكثر من 300 كويكب. كان يوجد الكثير من الكويكبات، ولكن معظم علماء الفلك لم يهتموا بذلك، حيث وصفوها بـ «هوام السماء»، وهي عبارة تنسب إلى عالم الفلك إدوارد سوس وادموند فايس. حتى بعد مرور قرن من الزمان، تم التعرف على بضعة آلاف فقط من الكويكبات وترقيمها وتسميتها.

### الوسائل اليدوية للقرن العشرين والتقارير الحديثة

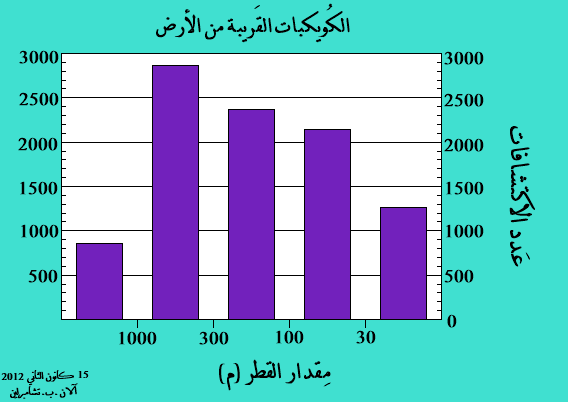
أعداد الكويكبات القريبة من الأرض حسب حجمها.

حتى العام 1998 كانت الكويكبات تكتشف عن طريق عملية تتطلب أربع مراحل:
- المرحلة الأولى: تبدأ بالتقاط صورتين لجزء معين من السماء عن طريق الرواصد واسعة المجال، غالباً يكون الفاصل الزمني بينهما ساعة واحدة، وكذلك قد يتم أخذ صورتين على مدار عدد معين من الليالي.[38]
- المرحلة الثانية: تتم مشاهدة الصورتين من خلال الاستريوسكوب، في هذه اللحظة أي جسم يتخذ من الشمس مداراً له سيتغير موقعه في الصورتين قليلاً (وذلك بسبب الفاصل الزمني بين الصورتين)، من خلال الاستريوسكوب يمكن ملاحظة أن الجسم يبدو وكأنه «يطفو» فوق النجوم المتواجدة في خلفية الصورة.
- المرحلة الثالثة: ما أن تتم الخطوتان السابقتان بنجاح من خلال تأكيد وجود جسم متحرك، حتى يتم البدء بالخطوة الثالثة وهي تحديد مكان الجسم بدقة، وذلك من خلال استعمال مقراب رقمي، ويتم قياس وتحديد مكان الجسم من خلال نسبته إلى مواقع النجوم، وذلك لتسهيل عملية الاستدلال به.[39]

في حالة الانتهاء من الخطوات الثلاث السابقة، فإن الكويكب لم يتم تعيينه بعد، لأن ما اكتشف لا يزال جسماً متحركاً يظهر على أنه كويكب، لذا فإنه لا يحظى سوى بتعيين مؤقت يوضع فيه سنة الاكتشاف وحرف يمثل نصف الشهر ورقم وحرف يمثلان تسلسل الاكتشاف في تلك الفترة.
- المرحلة الرابعة: هي إرسال البيانات والمعطيات الخاصة بالاكتشاف إلى مركز الكواكب الصغيرة، حيث يقوم برنامج يشغل عن طريق جهاز حاسوب بتحديد ما إذا كانت هذه المعطيات تتوافق مع معطيات سابقة لأجسام لها نفس المدار أم لا، في حالة تم التأكيد أن مداره جديد، فإنه فقط حينها يحظى الكويكب برقم دائم ويحوز المكتشف شرف تسمية الكويكب باسم هو يختاره، ويكون متوافقاً مع اتحاد الفلك الدولي.[41]

### التقاطعات مع الأرض

2004 FH هي النقطة المركزية التي تتبعها التسلسل؛ الكائن الذي يومض خلال المقطع هو قمر صناعي.

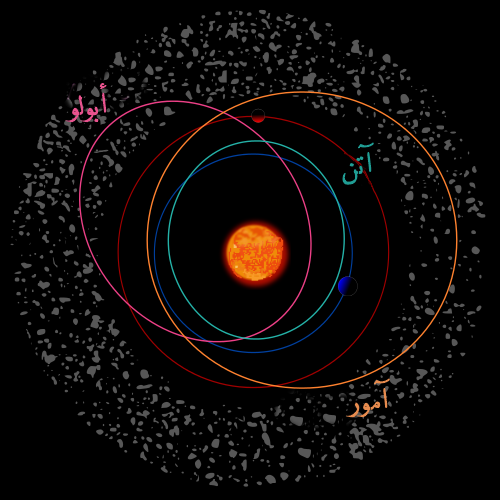
الكويكبات القريبة من الأرض بحسب تصنيفها (المبنيُّ على فتراتها المدارية).

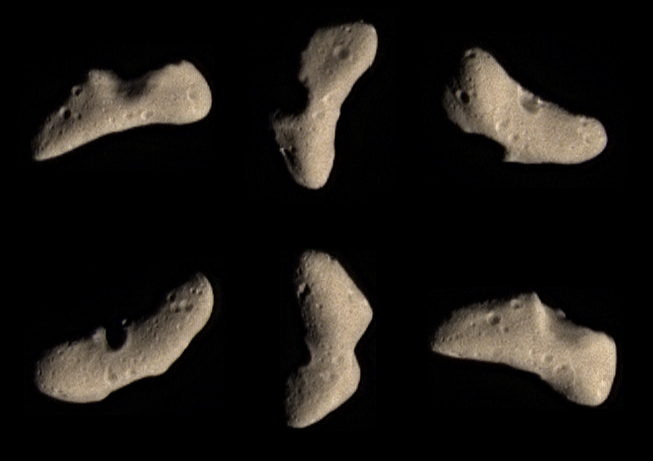
تصوير للكويكب إروس 433 من ست زوايا مختلفة

هناك اهتمام متزايد باكتشاف الأجرام التي يعتقد أن لها مداراً متقاطعاً مع الأرض، حيث يمكن للاكتشاف المبكر إعطاء من على الأرض الوقت الكافي للاستعداد لارتطام مرتقب، وأكثر المجموعات إثارةً للاهتمام هي:
- الأجرام القريبة من الأرض
- وكويكبات أبولو
- وكويكبات آمور
- وكويكبات آتن

وقد تم اقتراح طرق عديدة ومتنوعة منذ ستينيات القرن العشرين لحرف المسار الاصطدامي لكويكب ما.
الكويكب القريب من الأرض إروس 433 قد تم اكتشافه في العام 1898، ويعتقد أن له مداراً مضطرباً ديناميكياً، وفي ثلاثينات القرن العشرين تم اكتشاف العديد من الكويكبات المشابهة له، حيث أن الكويكب هيرمس 69230 قد اقترب إلى الأرض مسافة تبلغ 0.005 وحدة فلكية فقط خلال العام 1937، هذا دق ناقوس الخطر لدى الفلكيين حيث استوعبوا حينها مدى إمكانية حصول اصطدام بالأرض.
حدثت اصطدامات خلال العقدين المنصرمين أدت إلى زيادة الاهتمام نسبياً، أحدها هي اصطدام شوميكار-ليفي 9 بالمشتري خلال العام 1994 والتي تم رصدها من خلال المقاريب في مناطق متنوعة من العالم، والثانية هي القبول الواسع المتزايد لنظرية والتر الفاريز المتعلقة بانقراض العصر الطباشيري الثلاثي، قام كذلك الجيش الأمريكي بإزالة النقاب عن المعلومات التي حصل عليها من خلال الأقمار الصناعية التي يملكها وكانت مخصصة لتتبع آثار التفجيرات النووية على الأرض، حيث كشفت تلك الأقمار عن مئات حالات الاصطدام التي ضربت الأرض ولحسن الحظ كانت جميعها صغيرة نسبياً، حيث تتراوح بين متر واحد إلى عشرة أمتار.
كل هذه الاعتبارات السابقة ساعدت على تحفيز التفكير بجدية في هذه المسألة، مما أدى بالنهاية إلى بدء عمليات مسح شاملة ذات كفاءات عالية تتضمن آلة تصوير (جهاز اقتران الشحنة)، مع حواسيب متصلة مباشرةً بالمقاريب، حتى ربيع العام 2011، تم تقدير أن ما يتراوح بين 89% إلى 96% من الأجرام القريبة من الأرض التي يبلغ قطرها كيلومتر واحد فأكثر قد تم اكتشافها ، وهذه قائمة باسماء مراكز عملت أو تعمل على اكتشاف تلك الأجرام:
- بحث لنكولن عن الكويكبات القريبة من الأرض.
- تعقب الأجرام القريبة من الأرض.
- مرصد لويل للبحث عن الأجرام القريبة من الأرض.
- سبايس واتش.
- مستكشف الأشعة تحت الحمراء عريض المجال
- ماسح السماء كاتالينا.
- ماسح الأجرام القريبة من الأرض كامبو إمبريتر.
- جمعية حارس الفضاء اليابانية.
- ماسح الكويكبات أسيجو دي أل آر.

حتى 20 سبتمبر من العام 2013 قام بحث لنكولن وحده باكتشاف 138 كويكب من اصل 393 كويكب، ومن خلال جميع المسوح فإنه قد تم اكتشاف 4,711 جرم قريب من الأرض فيها أكثر من 600 كويكب يبلغ قطره أكثر من كيومتر واحد.
اعتبارا من 29 أكتوبر 2018، اكتشف النظام الخطي وحده 147,132 من الكويكبات. من بين جميع الاستطلاعات، تم اكتشاف 19,266 من الكويكبات القريبة من الأرض بما في ذلك ما يقرب من 900 كويكب قطرها أكبر من كيلومتر واحد (0.6 ميل).

## التفريق بين المصطلحات

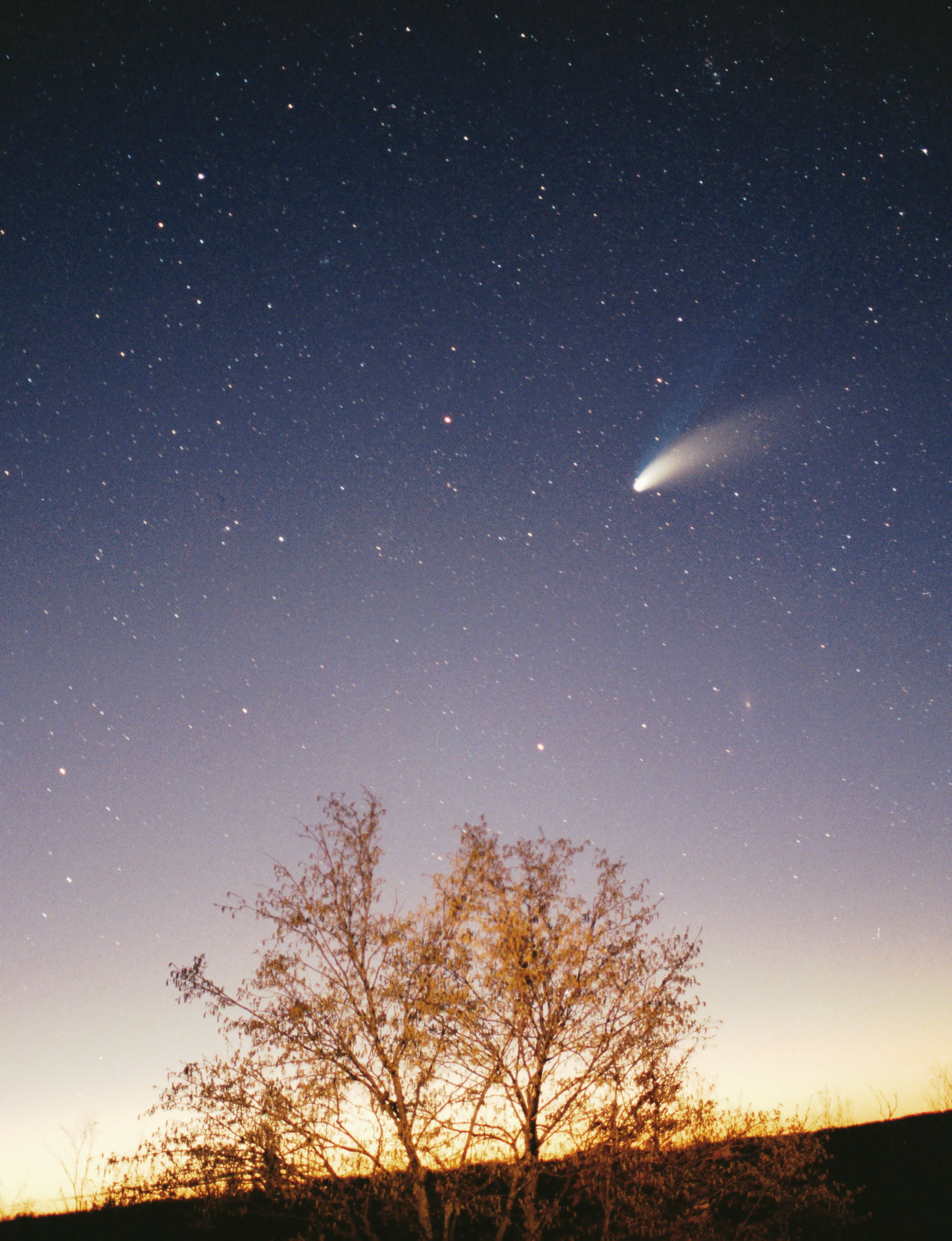
مذنب هالي، وهو يتخذ مداراً يقترب في بعض نواحيه من الشمس مما يسبب هذا الذيل الذي ينتج من تبخر وتطاير الغازات منه

تقليدياً، الأجرام الصغيرة التي تتخذ من الشمس مداراً لها صُنِّفَت على أنها كويكبات ومذنبات ونيازك، على أن أي جرم ذي قطر يبلغ أقل من عشرة أمتار يطلق عليه نيزك ، كذلك فإن مصطلح «كويكب» غير محدد لأنه لم يتم تعريفه رسمياً، في مقابل مصطلح كوكب صغير الذي يفضله الاتحاد الفلكي الدولي.
في عام 1995 قدمت ورقة علمية لتعريف النيزك بما في ذلك حدود الحجم. لم يكن مصطلح «الكويكب» من الكلمات اليونانية «مثل النجوم».
ومع ذلك، في أعقاب اكتشاف الكويكبات التي يقل حجمها عن عشرة أمتار، نقحت ورقة روبن وغروسمان في عام 2010 التعريف السابق للنيزك على الأجسام التي يتراوح حجمها بين 10 ميكرون و1 متر من أجل الحفاظ على التمييز بين الكويكبات والنيازك. أصغر الكويكبات المكتشفة (استنادًا إلى الحجم المطلق H) هو 2008 TS26 مع H = 33.2 و 2011 CQ1 مع H = 32.1 مع حجم مقدر بحوالي 1 متر.
في عام 2006 تم تقديم المصطلح «جرم نظام شمسي صغير» ليشمل كُلاً من أغلب الكواكب الصغيرة، بالإضافة إلى المذنبات ، أما مصطلح كوكب مصغر، فإن له معنى مشابه ولكن يفضل الفلكيون استخدامه عندما يكون السياق متعلقاً باللبنات الأولى الصغيرة التي تشكلت منها الكواكب، والتي تواجدت عندما كانت المجموعة الشمسية في طور التشكل، سيريس وفيستا 4 وبالاس 2، هي أكبر الأجرام الموجودة في حزام الكويكبات وكانت قد نمت إلى درجة الكوكب الأولي، أما سيريس فإنه الكوكب القزم الوحيد في المجموعة الشمسية الداخلية.
عندما يتم إيجاد الكويكبات، فإنها تظهر على أنها متميزة عن المذنبات، ولم يكن يوجد مصطلح موحد لكليهما حتى العام 2006، حينما تمت صياغة مصطلح «جرم نظام شمسي صغير»، الفرق الأساس بين الكويكب والمذنب هو أن الأخير يطلق (ذيل) أو ذنب بسبب عملية التغزية للجليد المتواجد على مقربة من سطحه، وذلك بسبب تأثير أشعة الشمس عليه، بعض الأجرام قد انتهى بها المطاف إلى أن حصلت على تصنيفين، لأنه في البداية قد صُنِّفَت على أنها كواكب صغيرة، مع مرور الزمن وجد أنها تحتوي على «نشاطات» مذنبية، والعكس صحيح، فقد صُنِّفَت أولاً على أنها مذنب، ومع مرور الزمن وجد من خلال استنفاد المواد المتطايرة على سطحها أنها في الحقيقة كويكب وليس مذنب، فرق آخر يظهر جلياً أن المذنب ذو مدار شاذ يختلف عن أغلب الكويكبات، في ذات الوقت الذي يظهر فيه أن الكويكبات ذات المدارات الشاذة ليست في الحقيقة سوى مذنبات منقرضة ، أو مذنبات هادئة.
على مدار قرابة قرنين من الزمان، منذ اكتشاف سيريس في عام 1801 وحتى اكتشاف أول قنطور (شيرون 2060) في عام 1977، أغلب الكويكبات المعروفة كانت تمضي معظم وقتها سائحة عند مدار المشتري، على أنه توجد كويكبات تسيح في مدارات أبعد من ذلك مثل هيدالجو 944، حيث أن مداره أبعد من المشتري بكثير في معظم الوقت، في حين بدأ الفلكيون باكتشاف أجرام متزايدة في مدارات أبعد من المشتري تم تسميتها بالقناطير، وتم ترقيمها تماماً مثل ترقيم الكويكبات، على أن هناك جدلٌ قائم حول ما إذا كان يجب تسميتها بالكويكبات أم يتم إطلاق تسمية جديدة عليها، لكن على أية حال فإنه عندما تم اكتشاف الأعداد المتزايدة لتلك الأجرام فإنه قد تم ابتداع تسميات جديدة لها مثل: «جرم وراء نبتوني»، «حزام كايبر»، «قرص متفرق»...إلخ، هذه الأجرام تحتل المناطق الباردة في المجموعة الشمسية، لذا من البديهي أن يظل الجليد فيها محتفظاً بصلابته، وبالتالي لا يتوقع من الأجرام الموجودة في تلك المناطق أن تظهر نشاطات مذنبية (تلك النشاطات على سبيل وجود ذنب غازي)، أما إذا قامت تلك الأجرام بالشروع بالتقدم نحو مسافات أقرب إلى الشمس فإن تلك النشاطات ستتصاعد إلى حد كبير بسبب أشعة الشمس التي تضرب سطحها وتحفز عمليات التغزية.
أكثر تلك الأجرام بعداً عن الشمس هي تلك المتواجدة في حزام كايبر، وتجدر ملاحظة أنه تم إطلاق لفظة «أجرام» لأجل تجنب تسميتها بكويكبات أو مذنبات ، ويعتقد أن تركيبة تلك الأجرام غالباً متقاربة مع تركيبة المذنبات ، على أن بعضها قد تكون له تركيبة الكويكبات، كذلك هذه الأجرام غالباً ليست ذات مدارات شاذة كما هو الحال مع المذنبات، والمكتشف منها يبدو أكبر من نواة المذنب التقليدية، أما سحابة أورط، فهي ليست إلا افتراضاً نظرياً يعتقد فيها أنها تحتضن المذنبات الساكنة، حالات الرصد والاستطلاع والتقصي الحديثة مثل الفتات المذنبي الذي تم التقاطه من قبل المركبة الفضائية ستارداست تؤدي إلى تقليل الفجوة بين الكويكبات والمذنبات وتساعد على زيادة استيعاب الفروقات بينها.
في بعض الأحيان، خصوصاً عندما يتعلق الأمر بتقديم عرض لغير المتخصصيين الفلكيين، فإن الأجرام التي تقع في مدارات أبعد من المشتري يطلق عليها كويكبات ، على أن هناك تزايداً ملحوظاً في مسألة حصر تسمية كويكب على تلك الأجرام الموجودة في المجموعة الشمسية الداخلية ، وهي: حزام الكويكبات والأجرام القريبة من الأرض والطروادات المشتريّة. عندما قام الاتحاد الفلكي الدولي بتقديم مصطلح «جرم نظام شمسي صغير» في 2006 ليشمل أغلب الأجرام سالفة الذكر التي صُنِّفَت ككوكب صغير، فإن الاتحاد قام بابتداع مصطلح «كوكب قزم» ليطلق على أكبر الكواكب الصغيرة، وهي تلك التي تستطيع تشكيل نفسها بحيث تتخذ شكلاً بيضاوياً عن طريق قوة الجاذبية الخاصة بها، وبناء على قول الاتحاد، فإن المصطلح «كوكب صغير» يمكن استخدامه ولا بأس فيه، لكن مصطلح «جرم نظام شمسي صغير» سيتم تفضيله أكثر،  حالياً لا يوجد سوى جرم واحد فقط توفرت فيه متطلبات إطلاق تسمية كوكب قزم، وهو أكبر كويكبات الحزام سيريس، ذو القطر البالغ أكثر من 975 كيلومتراً (606 ميل)، ووضع في فئة كوكب قزم.

## النشأة

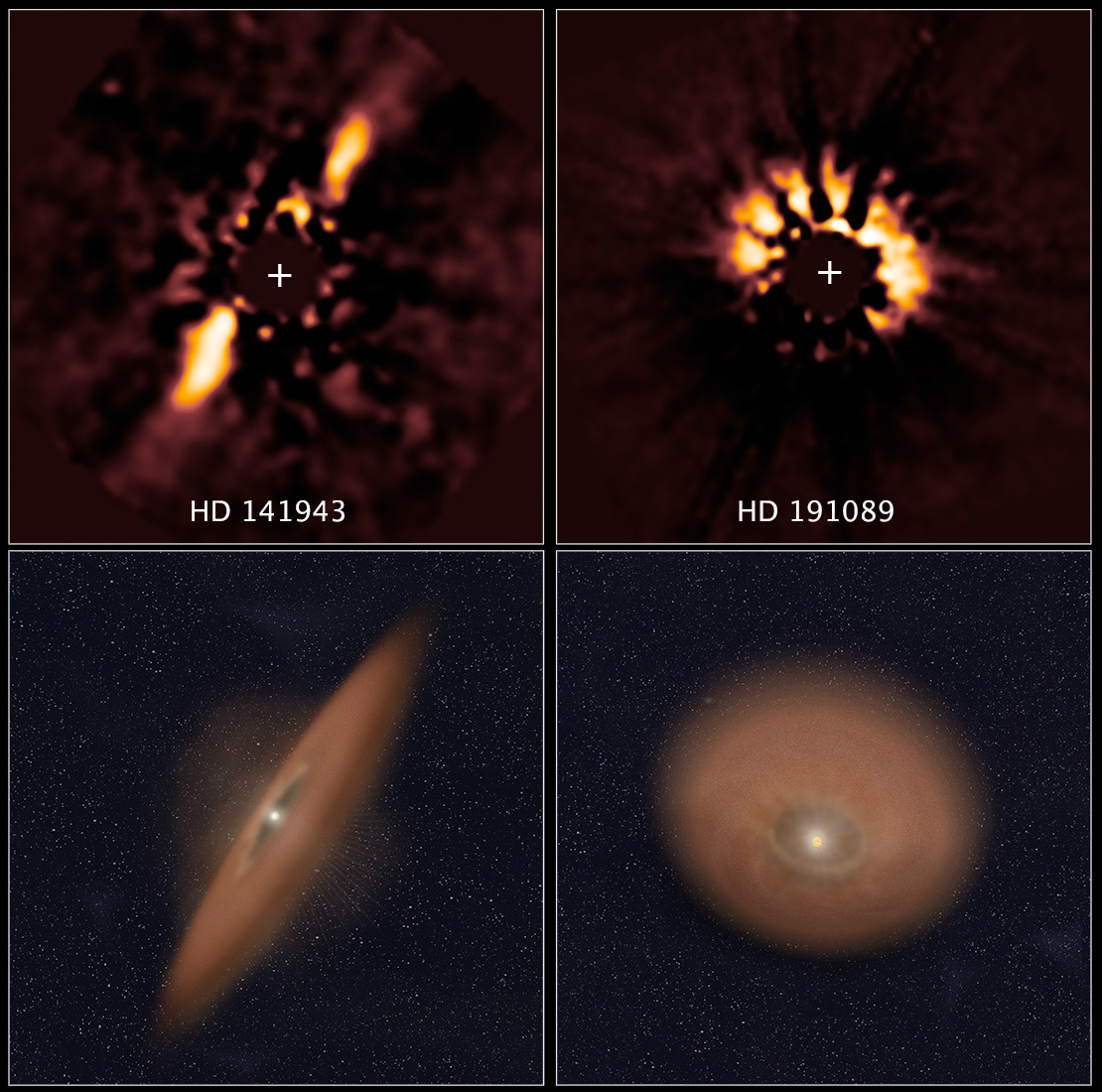
صورة ملتقطة من قبل مرصد هابل، ويظهر فيها تشكل مجموعة شمسية جديدة، وفي هذه المرحلة يعتقد أن الكواكب والكويكبات تشكلت

يعتقد أن الكواكب المصغرة قد تطورت بنفس الطريقة التي تطورت بها باقي الأجرام الموجودة في المجموعة الشمسية ابتداءً من أول مرحلة في تشكل المجموعة وهي السديم الشمسي، حتى جاءت نقطة قام فيها المشتري بجذب كتلتها الحالية عن طريق الرنين المداري، حيث قام بقذف 99% من تلك الكواكب المصغرة إلى حزام الكويكبات.
المحاكات التي تم إجراؤها وحالة عدم الانتظام في معدلات دورانها وخصائصها الطيفية، كلها تشير إلى أن الكويكبات التي يبلغ قطرها 120 كيلومتراً فأكثر هي في الحقيقة قد تشكلت منذ العصور الأولى للنظام الشمسي، على عكس غالب الكويكبات ذات القطر الأصغر من ذلك، حيث أنها تشكلت في وقت لاحق من خلال الارتطامات الكونية التي تحدث بين الكويكبات الأكبر، وبالتالي ليست سوى شظايا ناجمة عن تلك الارتطامات.
سيريس وفيستا قد نميا إلى درجة كافية لكي ينصهرا وتكون لهما خصائص الجرم المتباين، حيث تغرق المعادن الثقيلة إلى النواة تاركة المعادن الأخف والصخور في الأعلى.
في «نموذج نيس» الكثير من الأجرام في حزام كايبر قد تم التقاطها من الجزء الخارجي من حزام الكويكبات، على مسافات أبعد من 2.6 وحدة فلكية، حيث أن غالبها قد تم قذفه إلى حزام كايبر من قبل المشتري لاحقاً، أما تلك الباقية في الجزء الخارجي فإنه يعتقد أنها من النوع دي، مع احتمالية أن يكون سيريس كذلك واحداً منهم.

## التوزيع ضمن المجموعة الشمسية
| طروادة المشتري | حزام الكويكبات | كويكبات هيلدا |

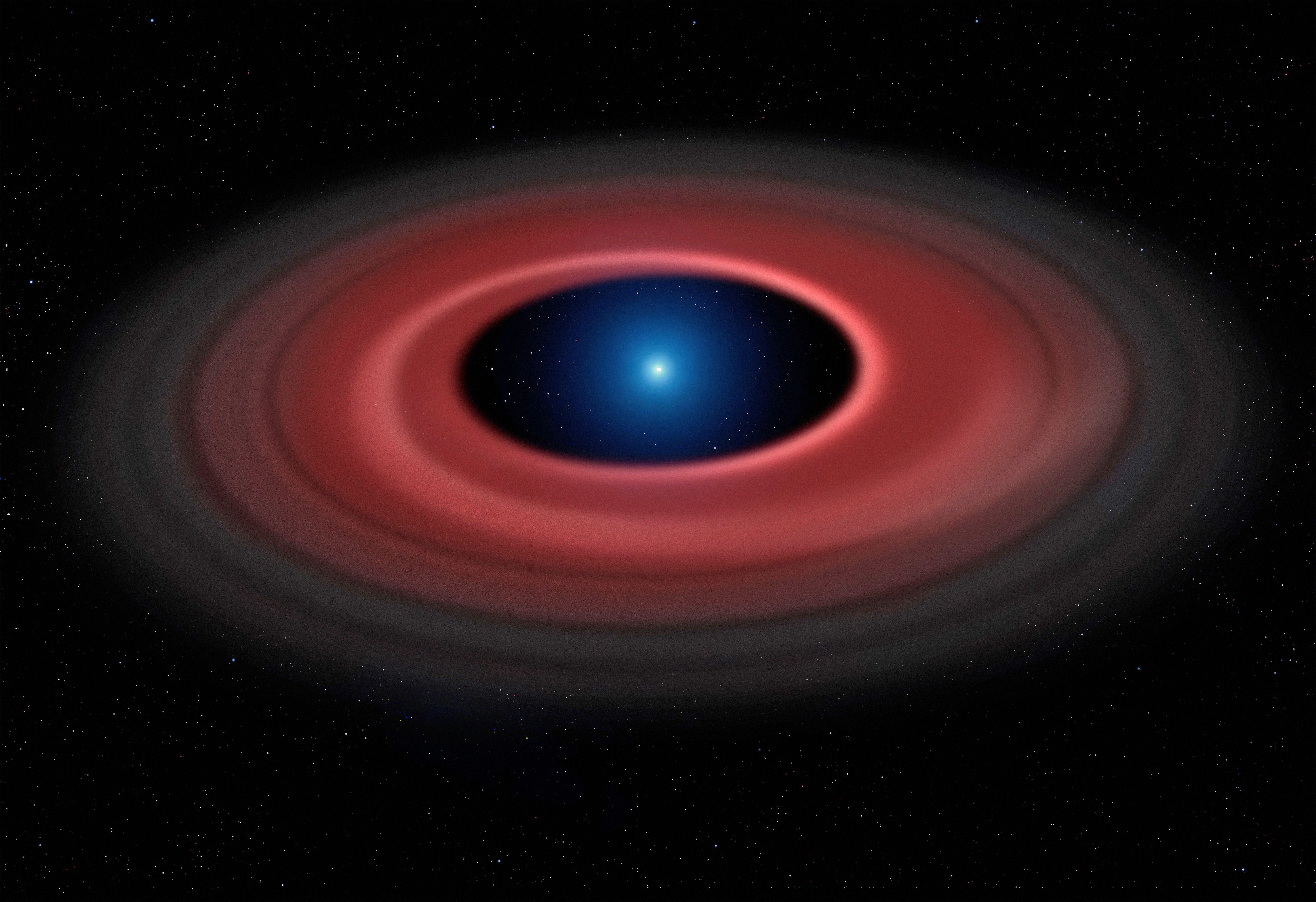
تمزق الكويكب بسبب الجاذبية القوية.

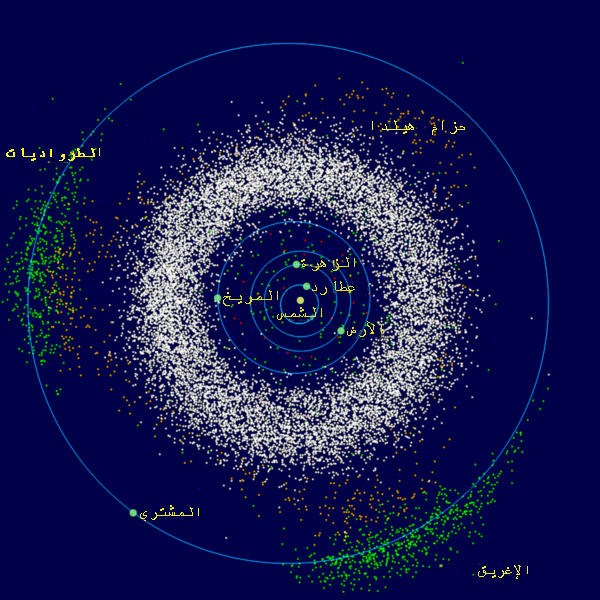
طروادة المشتري أمام و وراء كوكب المشتري على طول مساره المداري، وحزام الكويكبات بين المريخ والمشتري، وكويكبات هيلدا.

توجد مجموعة متنوعة في النظام الحركي للكويكبات المكتشفة ضمن حدود المجموعة الشمسية الداخلية، حيث أن مداراتها تأثرت بشدة من الأجرام الكبيرة في هذه المنطقة والمتمثلة أساساً في الكواكب، وذلك عن طريق ما يسمى بتأثير ياركوفيسكي، تلك المجموعات المتنوعة تشمل:

### حزام الكويكبات
غالبية الكويكبات المعروفة تقبع في حزام الكويكبات، الواقع بين مداري المريخ والمشتري، وبشكل عام فإن انحرافها المداري قليل نسبياً، تم تقدير أن هذا الحزام يحتوي 1.1 إلى 1.9 مليون كويكب يبلغ قطره كيلومتر واحد فأكثر ، وملايين أكثر بكثير من كويكبات ذات أقطار أصغر بأحجام متفاوتة، ويعتقد أن هذه الكويكبات ليست إلا بقايا من قرص كوكبي أولي لم تتسنَ له الفرصة للتنامي قط، وذلك بسبب وقوف المشتري كحجر عثرة في طريق تشكل هذا الكوكب، عن طريق جاذبيته التي مزقت الأواصر التي تربط أجزاء هذا الكوكب الأولي، في مرحلة مبكرة من عمر المجموعة الشمسية.

### الطروادات
الطروادات هي مجاميع تشارك نفس المدار لكوكب أو لقمر، ولكنها في ذات الوقت لا ترتطم به كما قد يُتوقع، وهذا راجع لأنها تستغل أحد نقاط لاغرانج، خصوصاً النقطة الرابعة والخامسة، وهي ما تقع على مقدار 60 درجة في أمام وخلف الجرم الكبير، وفي هذه النقاط فإنه يحصل نوعٌ من الثبات الجاذبي بين الكويكب والجرم الكبير والشمس.
أكثر المجاميع المكتشفة من الطروادات هي في الحقيقة طروادات مشتريّة، ولم يكتشف منها أصلاً سوى أعداد قليلة في عام 2010، على أنه يعتقد أن تلك المنطقة تحوي أعداداً من الكويكبات تكاد تقارب تلك الموجودة في الحزام بين المريخ والمشتري.
وتجدر الإشارة إلى اكتشاف طروادتين في مدار المريخ، وايضاً عُثِر على أكثر من طروادة في مدارات الكواكب الأخرى، بما في ذلك كوكب الزهرة والأرض والمريخ وأورانوس ونبتون.

### الأجرام القريبة من الأرض
الأجرام القريبة من الأرض هي التي تتخذ مداراً يقترب في بعض نواحيه من الأرض، وتلك التي تقطع مسار مدار الأرض فإنه يطلق عليها «عابرات الأرض»، وحتى نوفمبر 2014، فإن هناك 11,600 كويكب قريب من الأرض معلوم ، أما تعداد التي تبلغ كيلومتراً واحداً فأكثر منها، فإنه قُدر بـ900 إلى 1000 كويكب.

الأشياء القريبة من الأرض 2018. فيديو (00:55؛ 23 يوليو 2018)]

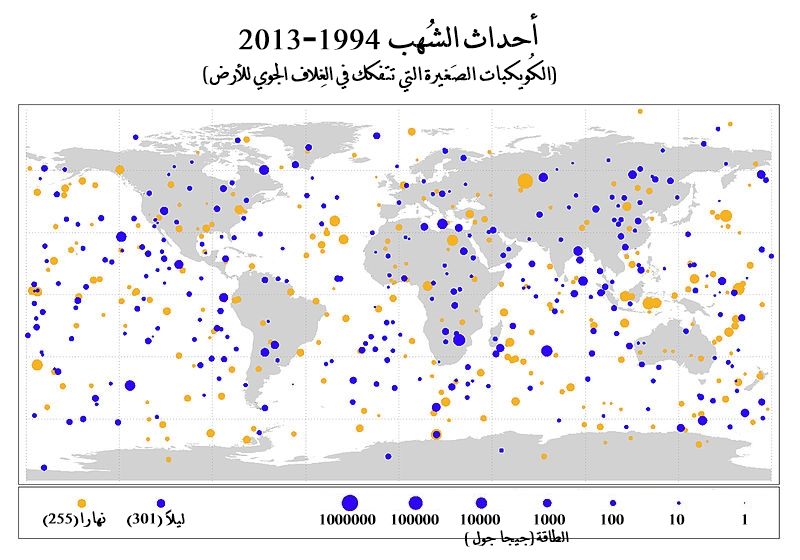
صورة توضح المناطق التي تعرضت للنيازك خلال مدة عشرين سنة، ويلاحظ أن النيازك تتراوح بين متر واحد حتى عشرين متراً

## الخصائص

### التوزيع الحجمي

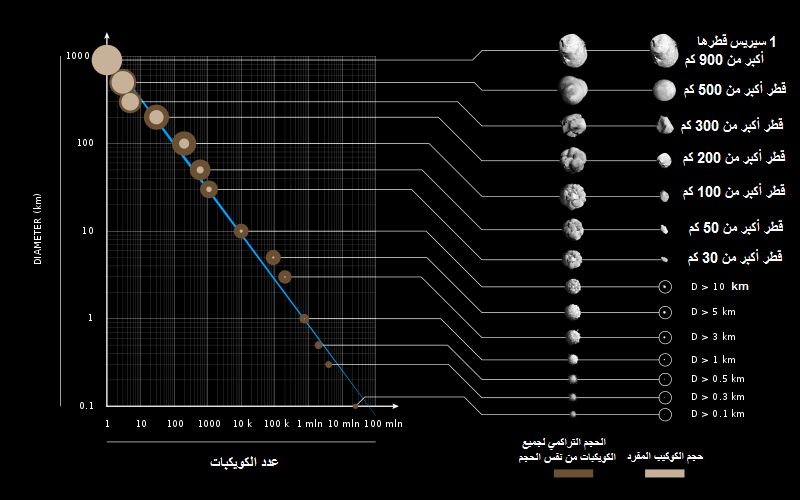
الكويكبات في النظام الشمسي ، مصنفة حسب الحجم والعدد

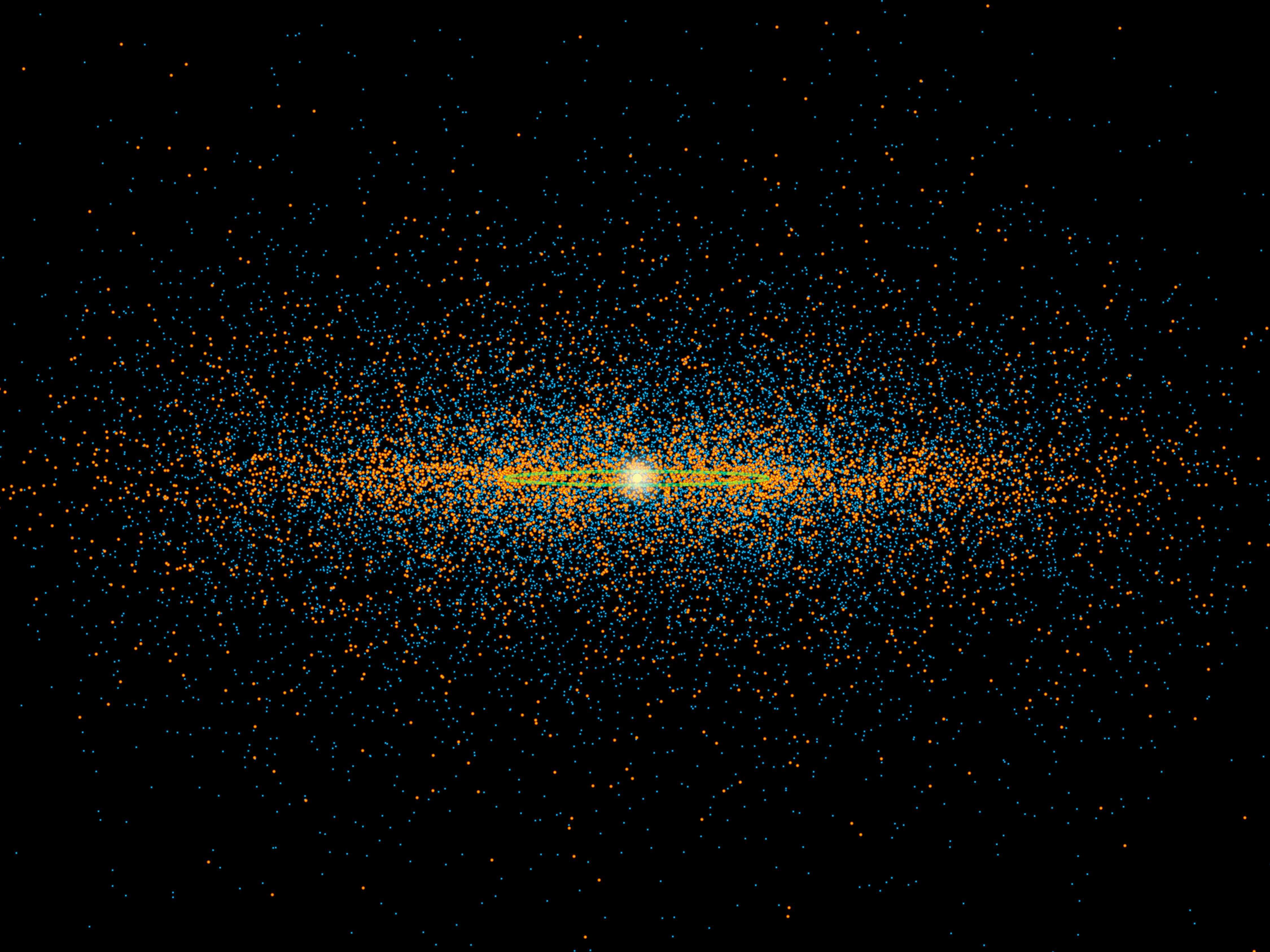
الكويكبات القريبة من الأرض، حسب أرصاد تلسكوب وايس الفضائي.

نيزك أبوفيس

الكويكبات تختلف اختلافاً شديداً للغاية في الحجم، حيث أنها تتراوح بين قطر يبلغ ألف كيلومتر (سيريس) حتى قطر يبلغ بضعة أمتار، الثلاثة كويكبات الكبيرة من مجموع الكويكبات كلها، لها شكل بيضاوي نسبياً ولها على الأقل نواة متحولة ولو جزئياً ، ويعتقد أنها كواكب أولية ناجية من ارتطام مع كوكب موجود مسبقاً يفني وجودها باندماجها معه، أما الغالبية العظمى من البقية فإن لها أشكالاً شاذة لا تمت للبيضاوية بصلة، ويعتقد أنها لا تخلو من أن تكون إما أجراماً ناجية من كواكب مصغرة، أو شظايا انفصلت عن أجسام كبيرة حين اصطدامها ببعضها البعض.
الكوكب القزم سيريس هو بلا مقارنة أكبرها بكثير، بقطر يبلغ حوالي 975 كيلومتراً، يليه بالاس 2 ثم فيستا 4، وكلاهما ذا قطر يبلغ حوالي 500 كيلومتر، فيستا هو الكويكب الوحيد في الحزام الذي يمكن رؤيته بالعين المجردة وذلك في حالات استثنائية، وفي بعض الحالات شديدة الاستثنائية فإنه يمكن مشاهدة الأجرام القريبة من الأرض بالعين المجردة كما هو الحال مع أبوفيس 99942.
كتلة جميع الأجرام القابعة بين مداري المريخ والمشتري قد تم تقديرها لتكون قرابة 2.8 إلى 3.2 مليون كوادرليون كيلوجرام (21 صفر)، أو ما يعادل 4% من كتلة قمرنا، في حين يسيطر سيريس على ثلث هذه الكتلة منفرداً ، أما فيستا فإن له 9% من كتلة الحزام، وباللاس له 7% منها، أما هيجيا فله 3%، وحتى هذه النقطة نكون أمام 51% من مجموع كتلة الحزام تتمثل في أربعة كويكبات فقط.
أعداد الكويكبات ترتفع كثيرًا مع انخفاض حجمها، وبالتالي نرى أن هناك علاقة طردية بين الحجم والعدد.
مكان تواجد الكويكبات في الحزام يمنعها من أن تشكل كوكباً، في حين أن أكبر ثلاثة منها: سريس وفيستا وبالاس، هي في الحقيقة كواكب أولية سليمة تشارك نفس الخصائص مع الكواكب التقليدية، وهي في ذات الوقت تعتبر شاذة عن الكويكبات الأخرى التي تحيط بها التي تتخذ من البطاطس شكلاً لها.
سيريس هو الكويكب الوحيد ذو البنية البيضاوية بشكل تام، في ذات الوقت الذي يعتبر فيه هو الكوكب القزم الوحيد ، وله قدر مطلق أكثر بكثير عن البقية بواقع 332 ، وكذلك قد يحوز سطحه على صفيحة من الجليد (مثل الكواكب)، سيريس يعتبر متبايناً حيث أن له: قشرة ووشاح ونواة، لا يوجد أي نيازك عائدة إلى سيريس قد تم اكتشافها بعد.
فيستا أيضاً داخليته متباينة، ويعتقد أنه نشأ في منقطة أقرب نسبياً مما يسمى بـ«خط الصقيع»، وهذا يبرر عدم وجود الجليد على سطحة ، وذلك كله خلال مرحلة مبكرة من عمر المجموعة الشمسية، تركيبته بشكل أساس تتكون من صخور بازلتية مثل الأوليفين ، وبغض النظر عن الحفرة المتواجدة في قطبه الجنوبي والمسماة «ريسلفا»، فيستا أيضاً له شكل بيضاوي، ويعتبر أيضاً هو الأب أو المصدر للكويكبات من النوع في وكذلك لعائلة فيستاين، وأيضاً فيستا هو مصدر «نيازك هيد» التي تشكل ما نسبته 5% من مجموع النيازك على الأرض.
بالاس له خاصية غير اعتيادية (مثل أورانوس)، وهي أن دورانه حول نفسه يتم عن طريق جنبه (أي يدور على نفسه بشكل جانبي) حيث أن محور الدوران يميل عند الزوايا المرتفعة لمساره ، وله تركيبة مشابهة لتلك التي لدى سيريس، تراكيز عالية للكربون والسيليكون، وقد يكون متباين جزئياً ، وبالاس هو الجسم الأب لعائلة بالاديان.
أما رابع أكبر الكويكبات هيجيا، فإنه أكبر الكويكبات الكربونية، وعلى عكس باقي الكويكبات الكبيرة، فإنه يقع على مقربة نسبية من مسار الشمس ، وهو الأب لعائلة هيجيا.
تقدر كتلة كل أجسام حزام الكويكب، التي تقع بين مداري المريخ والمشتري، بحوالي 2.8 – 3.2×1021 كجم، أو حوالي 4 ٪ من كتلة القمر. من هذا يشتمل سيريس على 0.95×1021 كجم، أي ثلث الإجمالي. مضيفا في الأجسام الثلاثة الأكثر ضخامة التالية: 4 فيستا (9 ٪) و2 باللاس (7 ٪) و10 هيجيا (3 ٪)، يرتفع هذا الرقم إلى 51 ٪ في حين أن الثلاثة بعد ذلك، 511 دافيدا (1.2 ٪)، 704 إنتيرامنيا (1٪)، و 52 أوروبا (0.9٪)، إضافة 3٪ أخرى فقط إلى إجمالي الكتلة. عدد الكويكبات يزيد بسرعة مع انخفاض كتلها الفردية.
عدد الكويكبات يتناقص بصورة ملحوظة مع الحجم. على الرغم من أن هذا يتبع عادةً قانون الطاقة، إلا أن هناك «مطبات» على بعد5 كـم و100 كـم، حيث يوجد عدد أكبر من الكويكبات أكثر من المتوقع من توزيع لوغاريتم.
| العدد التقريبي للكويكبات (N) أكبر من قطر معين (D) | العدد التقريبي للكويكبات (N) أكبر من قطر معين (D) | العدد التقريبي للكويكبات (N) أكبر من قطر معين (D) | العدد التقريبي للكويكبات (N) أكبر من قطر معين (D) | العدد التقريبي للكويكبات (N) أكبر من قطر معين (D) | العدد التقريبي للكويكبات (N) أكبر من قطر معين (D) | العدد التقريبي للكويكبات (N) أكبر من قطر معين (D) | العدد التقريبي للكويكبات (N) أكبر من قطر معين (D) | العدد التقريبي للكويكبات (N) أكبر من قطر معين (D) | العدد التقريبي للكويكبات (N) أكبر من قطر معين (D) | العدد التقريبي للكويكبات (N) أكبر من قطر معين (D) | العدد التقريبي للكويكبات (N) أكبر من قطر معين (D) | العدد التقريبي للكويكبات (N) أكبر من قطر معين (D) | العدد التقريبي للكويكبات (N) أكبر من قطر معين (D) | العدد التقريبي للكويكبات (N) أكبر من قطر معين (D) |
| ------------------------------------------------- | ------------------------------------------------- | ------------------------------------------------- | ------------------------------------------------- | ------------------------------------------------- | ------------------------------------------------- | ------------------------------------------------- | ------------------------------------------------- | ------------------------------------------------- | ------------------------------------------------- | ------------------------------------------------- | ------------------------------------------------- | ------------------------------------------------- | ------------------------------------------------- | ------------------------------------------------- |
| D                                                 | 0.1 km                                            | 0.3 km                                            | 0.5 km                                            | 1 km                                              | 3 km                                              | 5 km                                              | 10 km                                             | 30 km                                             | 50 km                                             | 100 km                                            | 200 km                                            | 300 km                                            | 500 km                                            | 900 km                                            |
| N                                                 | 25000                                             | 4000                                              | 2000                                              | 750000                                            | 200000                                            | 90000                                             | 10000                                             | 1100                                              | 600                                               | 200                                               | 30                                                | 5                                                 | 3                                                 | 1                                                 |

### الكويكبات الكبيرة
على الرغم من أن موقعها في حزام الكويكبات يستثنيها من حالة الكوكب، إلا أن أكبر ثلاثة كويكبات هي:
- سيريس
- فيستا
- بالاس

هي كواكب أولية سليمة تشترك في العديد من الخصائص المشتركة للكواكب، وهي غير نمطية مقارنة بغالبية الكويكبات على شكل بطاطس. رابع أكبر الكويكب، 10 هيجيا، داخليته غير متميزة، مثل غالبية الكويكبات. فيما بينها، تشكل الكويكبات الأربعة الأكبر نصف كتلة حزام الكويكبات.
سيريس هو الكويكب الوحيد ذو الشكل الإهليلجي بالكامل، وبالتالي هو الوحيد الذي يكون كوكباً قزماً. له حجم مطلق أعلى بكثير من الكويكبات الأخرى حوالي 3.32، ويمتلك طبقة سطحية من الجليد مثل الكواكب له قشرة ونواة. لم يُعثَر على نيازك من سيريس على الأرض.
يتميز كويكب فِستا أيضا بداخلية متباينة، على الرغم من أنه تشكل على خط التجمد في النظام الشمسي، وبالتالي فهو خالٍ من الماء، يتكون فيستا أساسا من صخور بازلتية مثل أوليفين. بصرف النظر عن الفوهة الكبيرة في قطبه الجنوبي الا انه لديه شكل إهليلجي. إن فيستا هو المجموعة الأم لعائلة فيستيان والكويكبات الأخرى من النوع V، وهو مصدر نيازك HED، التي تشكل 5٪ من جميع النيازك على الأرض.
بالاس متميز مثل أورانوس، فهو يدور من جانبه مع محور دورانه مائل عند زوايا عالية إلى مستواه المداري. يشبه تركيبه تكوين سيريس: غني بالكربون والسيليكون، وربما متباين جزئياً. ويعتبر بالاس هي الهيئة الأم لعائلة بليدين من الكويكبات.
هيجيا هو أكبر الكويكبات الكربونية، وعلى عكس الكويكبات الأخرى الأكبر، يقع قريبًا نسبيًا من مسار الشمس وهي أكبر عضو والأم لعائلة هيجيان من الكويكبات.

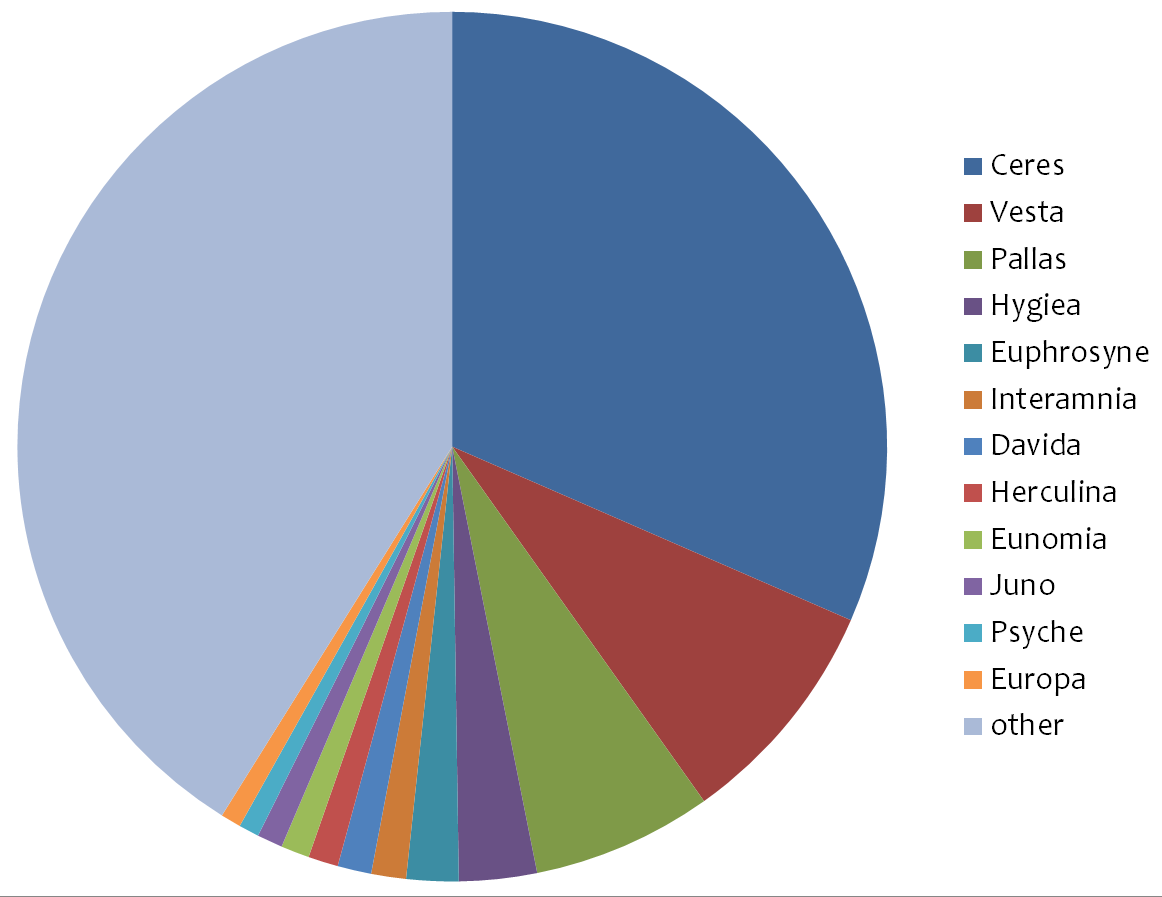
الكتل النسبية للكويكبات الاثني عشر المعروفة، مقارنة مع الكتلة المتبقية من الكويكبات.

جدول يوضح السمات لأكبر 4 كويكبات:
| سمات أكبر الكويكبات | سمات أكبر الكويكبات            | سمات أكبر الكويكبات | سمات أكبر الكويكبات | سمات أكبر الكويكبات | سمات أكبر الكويكبات      | سمات أكبر الكويكبات | سمات أكبر الكويكبات | سمات أكبر الكويكبات    | سمات أكبر الكويكبات | سمات أكبر الكويكبات | سمات أكبر الكويكبات | سمات أكبر الكويكبات |
| الإسم               | نصف القطر المداري (وحدة فلكية) | دور مداري (سنوات)   | زاوية ميلان         | انحراف مداري        | قطر الدائرة (km)         | قطر دائرة القمر     | الكتلة (×1018 kg)   | نسبة الكتلة من سيريس % | الكثافة (g/cm3)     | فترة الدوران (hr)   | ميل محوري           | حرارة السطح         |
| ------------------- | ------------------------------ | ------------------- | ------------------- | ------------------- | ------------------------ | ------------------- | ------------------- | ---------------------- | ------------------- | ------------------- | ------------------- | ------------------- |
| فيستا               | 2.36                           | 3.63                | 7.1°                | 0.089               | 573×557×446 (تقريبا 525) | 15%                 | 260                 | 28%                    | 3.44 ± 0.12         | 5.34                | 29°                 | 85–270 كلفن         |
| سيريس               | 2.77                           | 4.60                | 10.6°               | 0.079               | 975×975×909 (تقريبا 953) | 28%                 | 940                 | 100%                   | 2.12 ± 0.04         | 9.07                | ≈ 3°                | 167 كلفن            |
| بالاس               | 2.77                           | 4.62                | 34.8°               | 0.231               | 580×555×500 (تقريبا 545) | 16%                 | 210                 | 22%                    | 2.71 ± 0.11         | 7.81                | ≈ 80°               | 164 كلفن            |
| هيجيا               | 3.14                           | 5.56                | 3.8°                | 0.117               | 530×407×370 (تقريبا 435) | 12%                 | 87                  | 9%                     | 2.76 ± 1.2          | 27.6                | ≈ 60°               | 164 كلفن            |

| سيريس فيستا بالاس هيجيا | 31إفروسين 704 إنتيرامنيا 511 دافيدا 532 هيركولينا | 15 إينوميا 3 جونو سايكي 16 52 أوروبا آخرون |

### دورانها حول نفسها

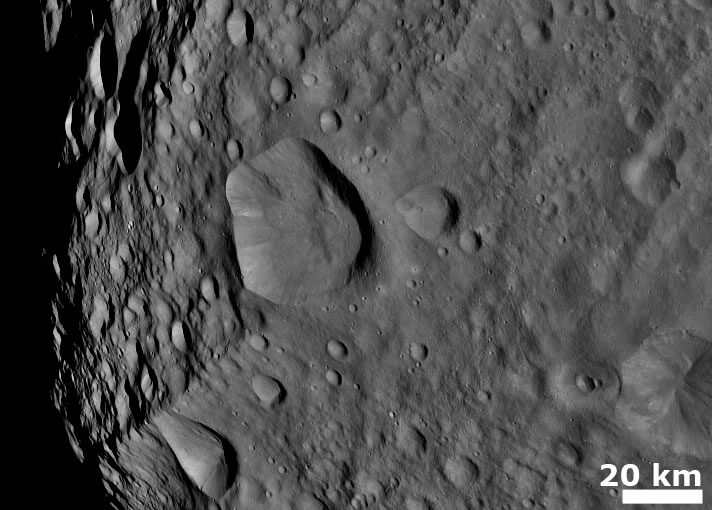
حفر في 4 فيستا

القياسات التي أجريت في مجال دوران الكويكبات حول نفسها والتي شملت الكبيرة منها، أظهرت أن هناك حداً أدنى لهذا الدوران، حيث أنه لا يوجد ولا حتى كويكب واحد قطره أكبر من 100 متر له سرعة دوران تبلغ أقل من 2.2 ساعة، أما تلك التي تدور بسرعة أعلى من هذا المعدل فإنها تواجه القصور الذاتي على سطحها الذي سيكون بطبيعة الحال أعلى من نواتها، لذا فإن المعادن على سطحها قد تقذف بعيداً عنها.
تجدر ملاحظة أن الكويكبات الصلدة (أي المتكونة من جسم واحد فقط) تدور حول نفسها بسرعة أكبر بكثير من تلك المتشكلة من كومة أنقاض، وبالتالي يستنتج بأن أغلب الكويكبات ذات القطر 100 متر وأكثر هي في الحقيقة ليست سوى كومة أنقاض نتجت عن ارتطام الأجرام الفلكية ببعضها البعض.

### التركيبة

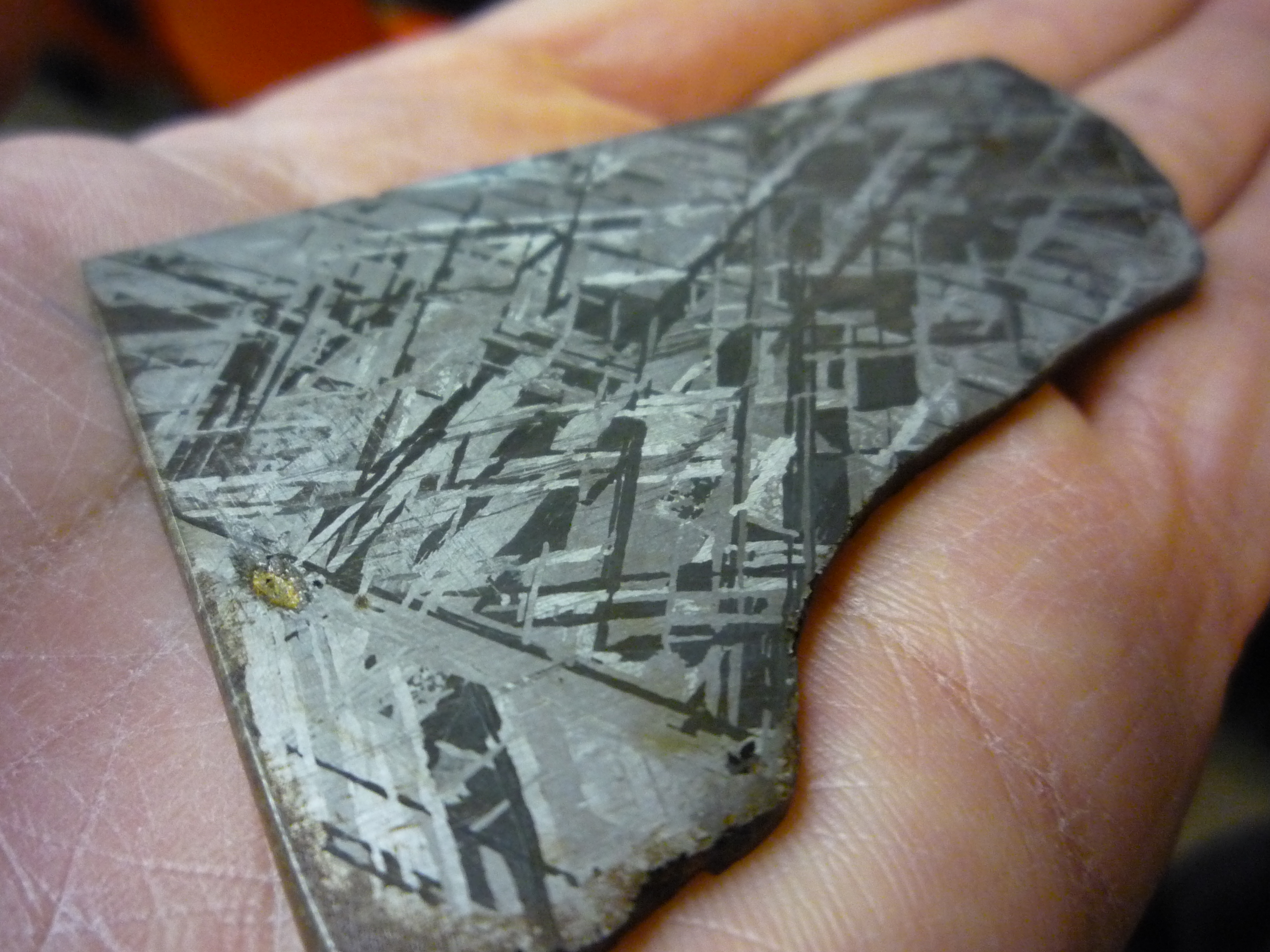
صفيحة مقطوعة من نيزك معدني، ويظهر فيه الحديد والنيكل

التركيبة الفيزيائية للكويكبات متنوعة للغاية وفي غالب الأحيان فهي غير مفهومة لنا، سيريس يبدو أنه مركب من نواة صخرية مغطاة بوشاح جليدي، في حين يعتقد أن لفيستا نواة معدنية تتشكل من خليط حديدي ونيكلي ووشاح من الأوليفين وقشرة بازلتية ، أما هيجيا الذي يبدو أنه يحتوي على تركيبة موحدة وبدائية من الكوندريتات الغنية بالكربون، والذي يعتقد بأنه أكبر كويكب غير متباين، أما غالبية الكويكبات الأصغر فإنه يعتقد أنها مركبة من كومة أنقاض مترابطة معاً بفعل جاذبيتها الخاصة، أما الكبيرة فيعتقد انها متشكلة من جسم واحد فقط، في حين أن هناك بعض الكويكبات لها أقمار خاصة بها، وبعضها عبارة عن كويكب مزدوج، والكويكبات المزدوجة، والكويكبات التي لها أقمار، وعائلات الكويكبات، ليست إلا نتيجة حالات ارتطام بين الكويكبات.
التركيبة يتم حسابها أو تحديدها عن طريق ثلاثة مصادر رئيسية هي: البياض و
طيف السح، والكثافة، الأخيرة تحتاج إلى أن يكون هناك قمر خاص بالكويكب لكي يتم تحديدها بدقة عالية وذلك من خلال أخذ القياسات الخاصة به، وحتى الآن فإن جميع الكويكبات التي تم اكتشاف أقمار لها، ظهر في النهاية أنها ليست سوى كومة أنقاض تتشكل من خليط فضفاض من الصخور والمعادن التي قد تؤدي إلى زيادة حجم الكويكب من خلال الطريقة التي تترابط فيها هذه الأجرام فتترك بينها فراغات تزيد الحجم بسبب عدم التناسق في المقاسات.
الكويكبات التي أجري عليها التحقيق في هذه المسألة كانت كبيرة وتبلغ حوالي 280 كيلومتر، وتتضمن هيرمون 121 (268x186x183 كم)، وسلفيا 87 (348x262x242 كم)، وحفنة أخرى من الكويكبات ذات القطر الأكبر من سلفيا، ولكن لا يبدو أن لأي منها أقمار، وعلى أية حال فإن هناك كويكبات ذات حجم أصغر لكن بكتلة أكبر، بافتراض أنه لم يتعرض للتمزيق، دايفدا 511 على سبيل المثال أظهرت القياسات أنه بنفس حجم سلفيا ولكن له كتلة تبلغ مرتين ونصف أكثر، ويعتقد كذلك أن هذا الأمر غير متأكد منه بشكل قطعي، وحقيقة أن كويكب كبير مثل سلفيا ليس إلا كومة أنقاض لها عواقب شديدة الأهمية على نشأة المجموعة الشمسية، وهذا يعود إلى أن المحاكيات الحاسوبية المبرمجة مسبقاً على أن الكويكبات صلدة وليست كومة أنقاض، أظهرت أنها تدمر بعضها البعض ما أن تندمج، لكن في حين تعديل المعطيات إلى كومة أنقاض فإن النتائج تختلف، وهذا يعني أن أنوية الكواكب قد تكون تشكلت بسرعة أكبر نسبياً لأن الاندماج بين كومة الأنقاض سيكون «أكثر سلاسةً» من الاندماج الذي يتم بين الأجسام الصلدة.

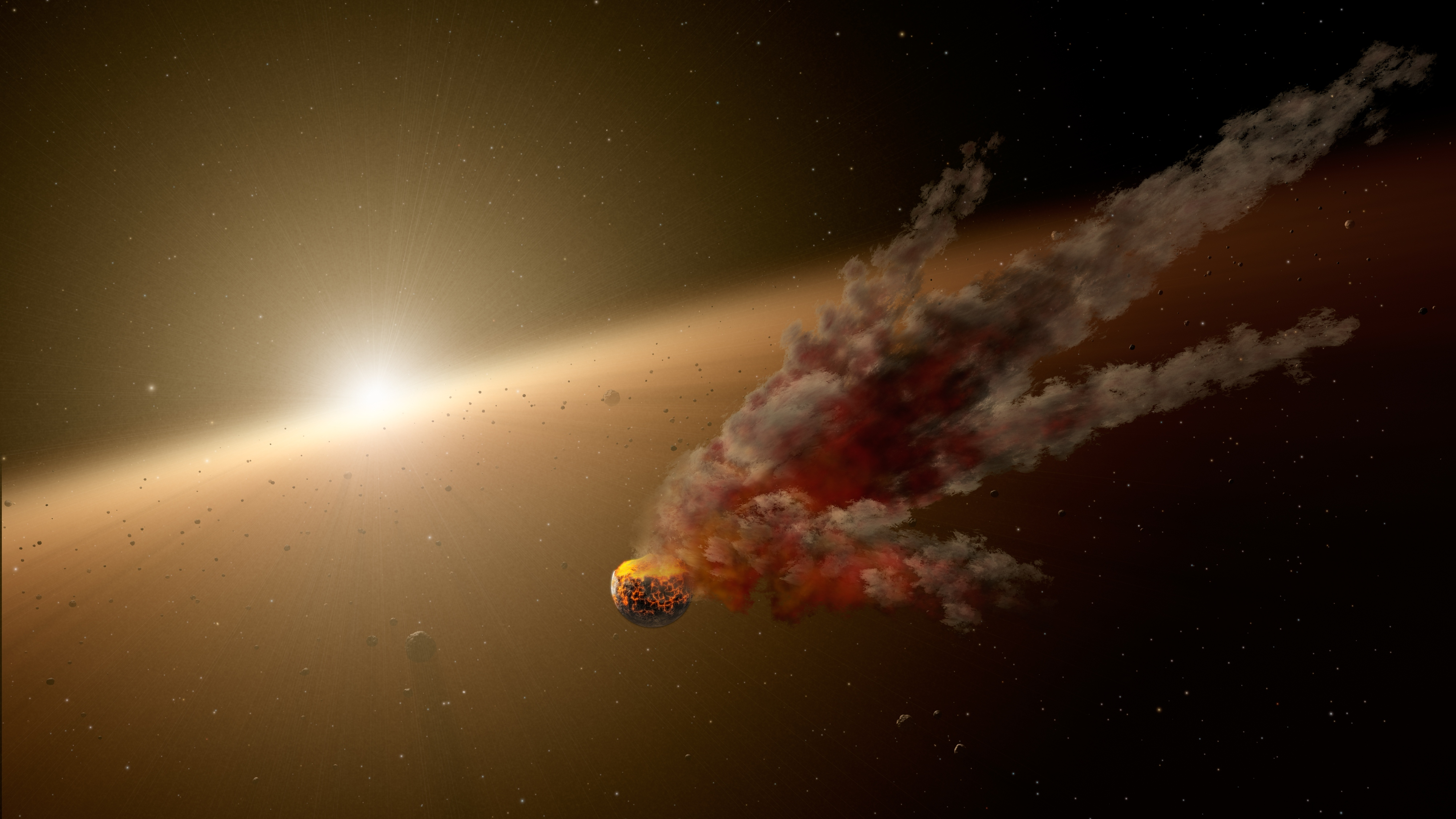
رسم تخيلي عن إصطدام الكويكبات وبناء الكواكب

في السابع من أكتوبر لعام 2009، تم تأكيد وجود جليد الماء على الكويكب ثيمس 24، وذك باستخدام منشأة ناسا لمقراب الأشعة تحت الحمراء، حيث بدا سطح الكويكب مغطاً بالكامل بالجليد، وذلك عن طريق عملية التسامي (أي الوصول بالحالة الغازية إلى الحالة الصلبة دون المرور بالحالة السائلة)، ويعتقد كذلك أن الجليد يتجدد من مصدر جليدي قابع تحت السطح، وكذلك تم إيجاد بعض العناصر العضوية على السطح ، يعتقد بعض العلماء أن الماء الموجود على الأرض قد تم احضاره أساساً عن طريق كويكبات اصطدمت بالأرض بعد الاصطدام الذي شكل القمر، ووجود الجليد على ثيمس يؤيد هذا القول.
في أكتوبر 2013 تم رصد المياه في جسم خارج المجموعة الشمسية لأول مرة، وذلك في كويكب يتخذ من القزم الأبيض جي دي 61 مداراً له ، والذي يبعد 150 سنة ضوئية، حيث أن القرص المحيط نجمي (يمكن تشبيهه بغبار أو تلوث أو أي مواد تحيط بالنجم المستهدف) نتج عن تحطم كويكب غني بالمياه بواقع 26% من كتلته (تقريباً نفس كمية المياه في سيريس) مما أدى إلى نشر كتلته على نطاق واسع استطعنا في النهاية رصده.

### الملامح السطحية

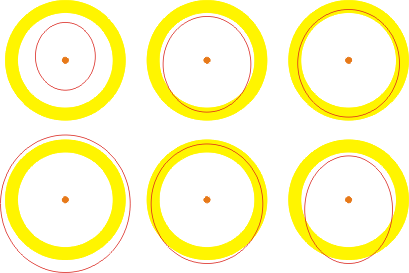
رسم بياني يظهر مسارات الكويكبات المختلفة. النطاق الاصفر يمثل مدار الأرض؛ويمثل الخط الأحمر مسار الكويكب

أغلب الكويكبات خارج الأربعة الكبار (سيريس وبالاس وفيستا وهيجيا) هي ذات مظهر متشابه إلى حد ما، وهو الشكل الشاذ غير الاعتيادي وغير المنتظم، الكويكب ماثيلد ذو الـ50 كم هو عبارة عن كومة أنقاض، ومشبع بفوهات حجمها يبلغ نصف قطر الكويكب نفسه، وأما الرصد من الكرة الأرض للكويكب دافيدا 511 ذو القطر 300 كم، هو أحد أكبر الكويكبات بعد الأربعة، الرصد قد كشف أن له ملامح مشابهة لسابقه وهي وجود فوهات حجمها يبلغ حجم نصف قطر الكويكب ، أما رصد الكويكبات متوسطة الحجم مثل ماثيلد 253 وإيدا 243 التي تم رصدها عن قرب، أظهرت وجود حطام صخري عميق يغطي السطح، أما الأربعة الكبار، فإن بالاس وهيجيا حصراً غير معروفين، فيستا مطوق بفوهة مضغوطة في قطبه الجنوبي، عوضاً عن هذا فإن له شكل بيضاوي، سيريس يختلف عن الجميع من خلال الصور الخاطفة التي التقطت له من قبل مرصد هابل، وهذا عائد إلى سطحه غير الاعتيادي الذي لا يعتقد أنه تشكل بسبب الفوهات العادية والارتطامات، على أية حال سيتم توفير صور أكثر دقة من خلال المركبة الفضائية داون.

### اللون
الكويكبات تصبح أكثر دكونة واحمراراً كلما تقدم بها العمر، وهذا عائد إلى التجوية الفضائية التي يتعرض لها الكويكب ، وعلى أية حال يعتقد بعض المختصين وجود أدلة تؤكد أن تغير اللون يحدث بسرعة كبيرة في مئات آلاف السنين الأولى لحياة الكويكب، وهذا ما يؤثر على القياسات الطيفية التي تعمل بمجال تحديد عمر الكويكب.

## التصانيف
عمومًا فإن تصنيف الكويكب يخضع لمعيارين هما:
- خصائص مداره.
- خصائص انعكاس الطيف عن سطحه.

### الخصائص المدارية

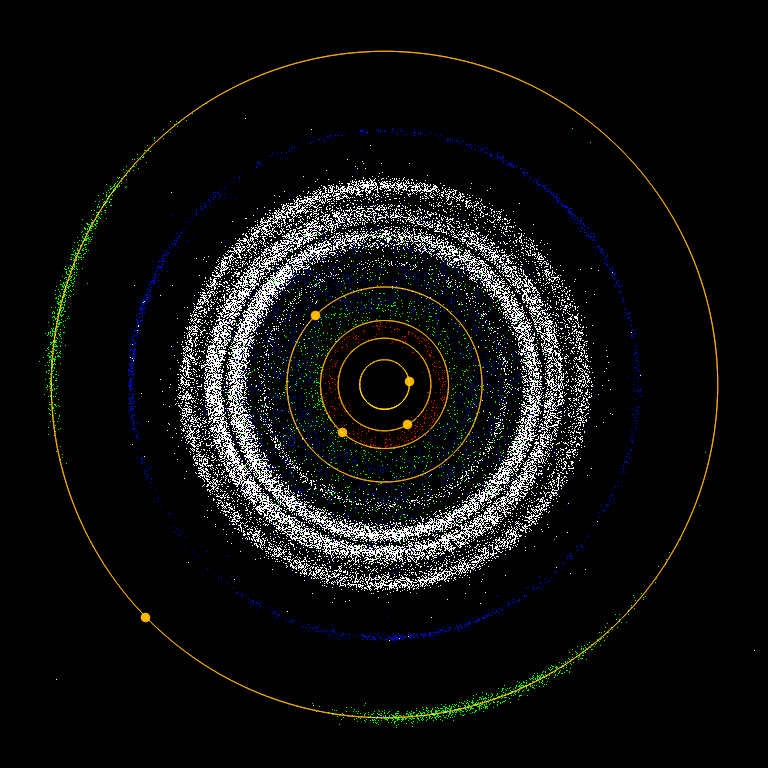
عرض فجوة كيركوود بناءً على محورها شبه الرئيسي

الكثير من الكويكبات قد صُنِّفَت وفرزها ووضعها في مجموعات بناء على الخصائص المدارية لها، بعيداً عن التقسيمات ذات النطاق الواسع، فإنه من المعتاد أن يتم تسمية مجموعة الكويكبات تيمناً باسم أول كويكباته اكتشافاً، المجموعات ذات تجمعات حركية فضفاضة نسبياً، حيث تكون العوائل المتلاصقة قد نشأت أصلاً نتيجة لارتطام كارثي قد حصل في الماضي من جسم أب ، وقد تم تمييز العوائل في حزام الكويكبات فقط، حيث تم ملاحظتها ومعرفتها من قبل الفلكي الياباني كيستوجو هيراما في 1918، وفي بعض الأحيان يطلق عليها عوائل هيراما.
حوالي 30% إلى 35% من الكويكبات الموجودة في الحزام تعود إلى أحد العوائل، كل واحدة منها يعتقد أن لها ارتباطاً بجسم أب في الماضي وكانت قد انفصلت عنه نتيجة ارتطام.

### أجرام الأقمار شبه الاصطناعية وأجرام حدوة الحصان
بعض الكويكبات لها مدار يشبه حدوة الحصان حيث أنها تدور جزئياً مع الأرض أو كوكب آخر، ومثال عليها هو كرويثن 3753 و2002 إيه إيه 29، أول ما تم اكتشافه من هذا النوع من المدارات كان بين أقمار زحل إيمثيوس وجانوس.
في بعض الأحيان تقوم تلك الكويكبات التي تدور على شكل حدوة الحصان بالارتباط بمدار الأرض لفترة مؤقتة، قد تستمر لبعضة عقود أو لبضعة قرون ثم تعود إلى مدارها الأصلي، ويُعرف أن الأرض والزهرة يحتويان على هذا النوع.
هذه الأجرام إذا ارتبطت مع الأرض أو الزهرة أو حتى عطارد، فإنها ستكون فئة خاصة من كويكبات آتن، ويمكن كذلك أن تتواجد هذه الأجرام في الكواكب الخارجية أيضاً (يقصد بالخارجية هي تلك التي تبدأ من المشتري فأبعد).

### التصانيف الطيفية

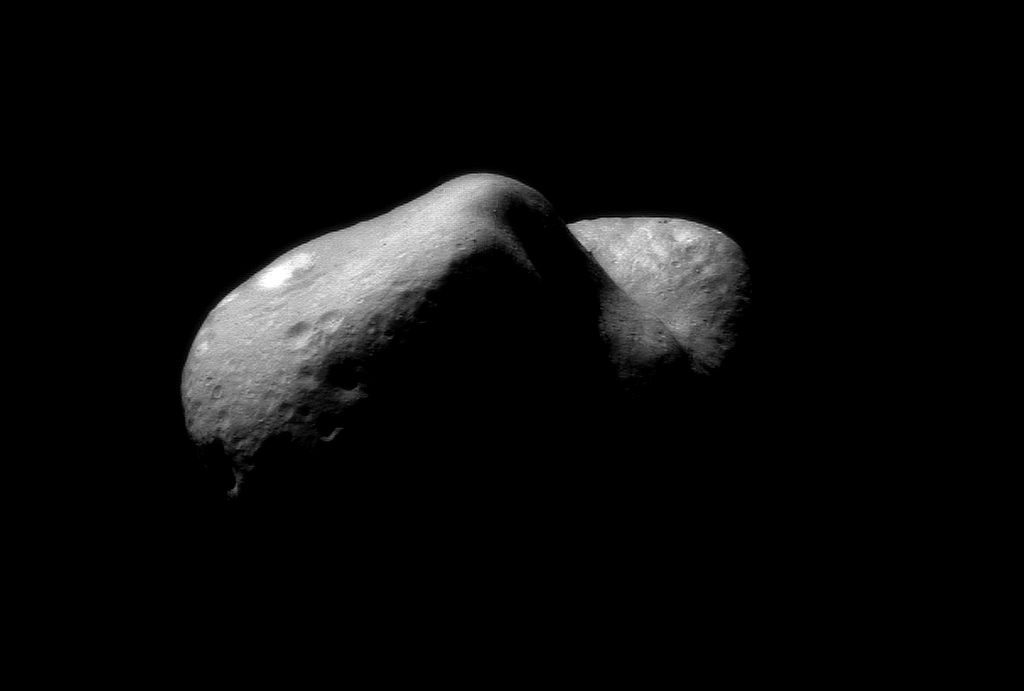
تُظهر هذه الصورة 433 إروس المنظر الذي ينظر إليه من أحد أطراف الكويكب.

في 1975 تم تطوير نظام تصنيف خاص بالكويكبات، يعتمد بشكل أساس على: اللون والبياض والشكل الطيفي، وكان قائماً عليه كلٌ من: كلارك شابمان ودايفيد موريسون وبن زيلنر ، ويعتقد أن هذه الخصائص تتطابق مع تركيبة الكويكب السطحية، التصميم الأصلي كان يتضمن ثلاث فئات رئيسة هي: النوع سي، وهي تلك الأجرام الغنية بالكربون وتشكل ما مجموعه قرابة 75% من الكويكبات المعروفة، النوع أس وهو يرمز لتلك الصخرية التي تتشكل أساساً من السيليكات وتمثل ما مجموعه قرابة 17% من الكويكبات المعروفة، ومن ثم النوع يو لكل كويكب ليس من النوع سي أو أس، هذا التصنيف قد تم توسيعه لكي يشمل أنواعاً أخرى من الكويكبات، وفي جميع الأحوال فإن عدد الأنواع يزداد مع زيادة الدراسات المتعلقة بالكويكبات.
التصنيفان الأكثر استخداماً هما: تصنيف ثولين وتصنيف سماس، الأول تم من قبل دايفيد ثولين في 1984، وكان يرتكز على بيانات تم تجميعها من مسوحات ثمانية اللون للكويكبات في بدايات الثمانينات، أدى إلى وضع 14 نوع ، في 2002 أدت النتائج المتحصلة من مسح أجري على حزام الكويكبات إلى تعديل تصنيف ثولين جعله يستوعب 24 نوعاَ بدلاً من 14 نوعاً السابقة، وكِلا التصنيفين يحتويان على ثلاثة أنواع رئيسية هي النوع سي وأس وأكس، وهذا النوع الأخير يتشكل أساساً من الأنواع المعدنية كالنوع أم على سبيل المثال، وتوجد تصانيف أخرى لكنها أقل استخداماً.
تجدر ملاحظة أن أعداد الكويكبات التي تقع تحت أحد الأنواع لا تعني بالضرورة أن هذه الأعداد تمثل المجاميع الموجودة في الفضاء، لأن بعض الكويكبات رصدها يكون أسهل من بعض.

### المشاكل
بشكل أساسي التعيينات الطيفية مبنية على الخصائص التي يظهرها الجسم المرصود وبالتالي على تركيبته ، إن التطابق بين البيانات المرصودة وبين التركيبة الحقيقية للكويكب ليست دائماً صحيحة، وبالتالي فهناك تصنيفات متنوعة يتم استخدامها تعتمد على خصائص متفاوتة متنوعة، لذا فقد وجدت حالة من التشويش والخلط أدت إلى حالات لبس وارتباك في الوسط العلمي وغير العلمي، وعيب التصنيفات هو أنها في بعض الأحيان لا تعكس حقيقة التركيبة الفعلية للكويكب، فقد يتم تصنيفه تحت نوع معين ثم مع مرور الزمن يكون تحت نوع آخر.

## الاستكشاف

إروس كما نرى من خلال زيارة المركبة الفضائية

حتى زمن رحلات الفضاء، بقيت أشكال وخصائص الكويكبات غامضة تماماً، حيث لم تكن سوى بقعة من الضوء لم يمكن الاستدلال بشيئ منها، وكذلك التلسكوبات أو المقاريب التي توضع في مدار الأرض مثل مرصد هابل، لا تزال الرؤية فيها غير واضحة ولم تعطِ تفاصيلاً دقيقة ترضي الفضول الإنساني لذا كان لابد من إرسال مركبات فضائية نحو تلك الأجرام، معلومات محدودة كان يمكن الحصول عليها من خلال المنحنى الضوئي لتلك الأجرام (ويقصد به التغييرات في مستوى اللمعان الضوئي أثناء دورانها حول نفسها)، أما صفاتها الطيفية وحجمها فإن الاستدلال عليها يكون عبر قياس طول الوقت أثناء حصول الاحتجاب مع نجم في الخلفية (وهذا يعني عندما يمر الكويكب أمام نجم ما فإنه يحجب الضوء الصادر منه)، كذلك الصور الرادارية قد توفر معلومات عن شكل الكويكب وعن مداره وعن دورانه حول نفسه، خصوصا تلك القريبة من الأرض.
وفيما يتعلق بأنظمة الدفع والصعوبات التقنية والفنية والمالية فإن الوصول إلى أحد الأجرام القريبة من الأرض أسهل من الوصول إلى القمر وصعوباتها الفنية أقل.

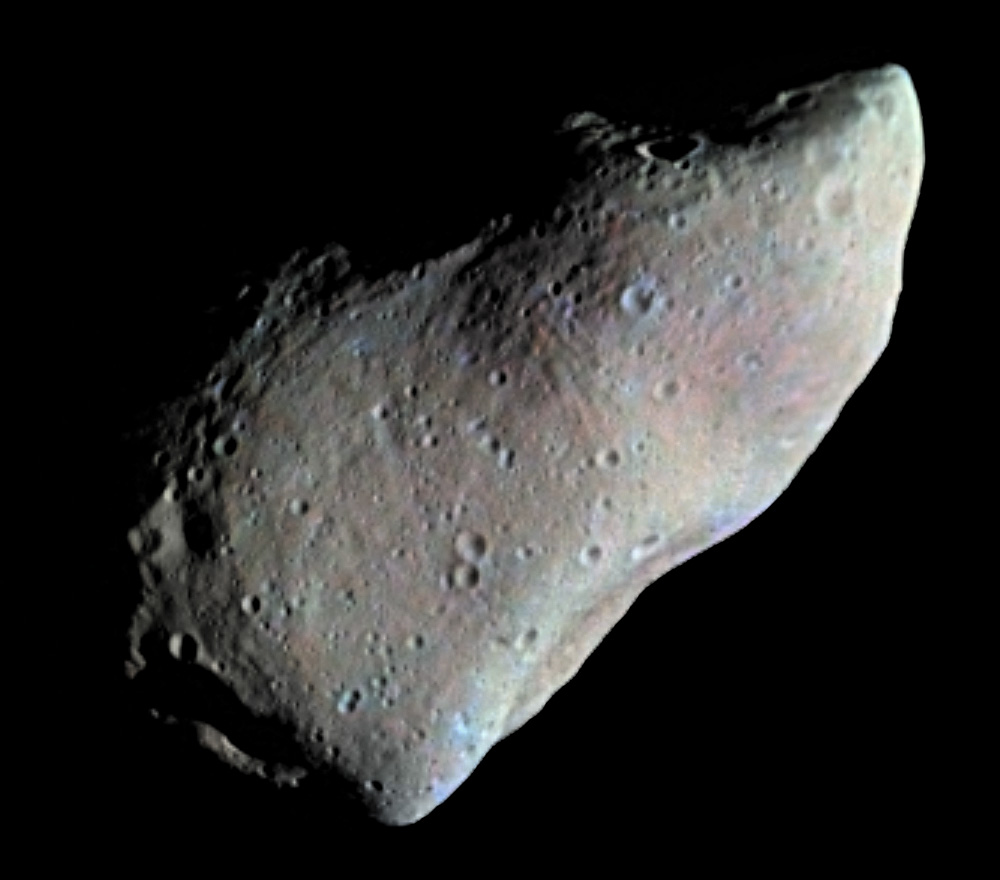
الكويكب 951 غاسبرا
أول صورة ملتقطة لجسم يشبه الكويكب كانت في 1971، من قبل المسبار مارينر 9، حيث التقط صورةً لفوبوس، وديموس، وهي أقمار المريخ التي يحتمل أنها أصلا عبارة عن كويكبات ملتقطة بفعل جاذبيته عليها، هذه الصور أظهرت الشكل الشاذ للكويكبات والتي تشبه إلى حد كبير شكل البطاطس، ثم تلت ذلك صور التقطها مسبار فوياجر للأقمار الصغيرة للعمالقة الغازية.
، هو أول الكويكبات التي يتم التقاط الصور لها

 أما أول صورة ملتقطة لكويكب حصراً فقد كانت في 1991 لـ غاسبرا 951، ثم تلاها إيدا 243 في 1993 وقمره داكتيل، والتقطت كلها عن طريق المركبة الفضائية غاليليو.
في حين أن أول مسبار كان مكرساً بالكامل لاستكشاف كويكب هو نير شوميكار (ملتقي الكويكبات القريبة من الأرض)، حيث التقط صوراً لماثيلد 253 في 1997، وذلك قبل أن يتخذ مداراً حول إروس 433، حتى استقر فيه أخيراً في عام 2001 في مهمة هبوط فاشلة.
في 2005 بدأت مركبة الفضاء اليابانية هايابوسا بدراسة سطح الكويكب إيتوكاوا 25143 بالتفصيل، لكنها ابتليت ببعض العراقيل ورغم ذلك استطاعت العودة إلى الأرض وبحوزتها عينات من الكويكب في عام 2010.
حلقت مركبة الفضاء الأوروبية روزيتا التي أطلقت في 2004 بمقربة من شتاينس 2867، ولوتيا 21 في عام 2008، وتجدر الإشارة إلى أن المسبار فيليه الذي كان في جعبة روزيتا والذي اطلقته في 2014 كان موجهاً نحو مذنب وليس كويكب.
في سبتمبر لعام 2007 أطلقت ناسا مركبتها الفضائية داون، والتي دارت حول فيستا 4 منذ يوليو 2011 إلى سبتمبر 2012، ومخطط لها الوصول إلى سيريس في 2015.
في مايو 2011 قررت ناسا إرسال المركبة أوسايرس-ركس إلى الكويكب بينو 101955. تم إطلاق المركبة في 8 سبتمبر 2016، كان من المقرر وصول المركبة إلى بينو 101955 في ديسمبر 2018، وبحلول خريف 2018 كانت قريبة من بينو 101955 لتصوير الكويكب بتفاصيل جيدة.
في 13 ديسمبر 2012 قامت المركبة الفضائية الصينية تشانج 2 بالمرور على ممخطط حوالي ثلاثة كيلومترات فقط من الكويكب توتاتيس 4179 في مهمة إضافية لم يكن مخططاً لها.

### المهمات المستقبلية

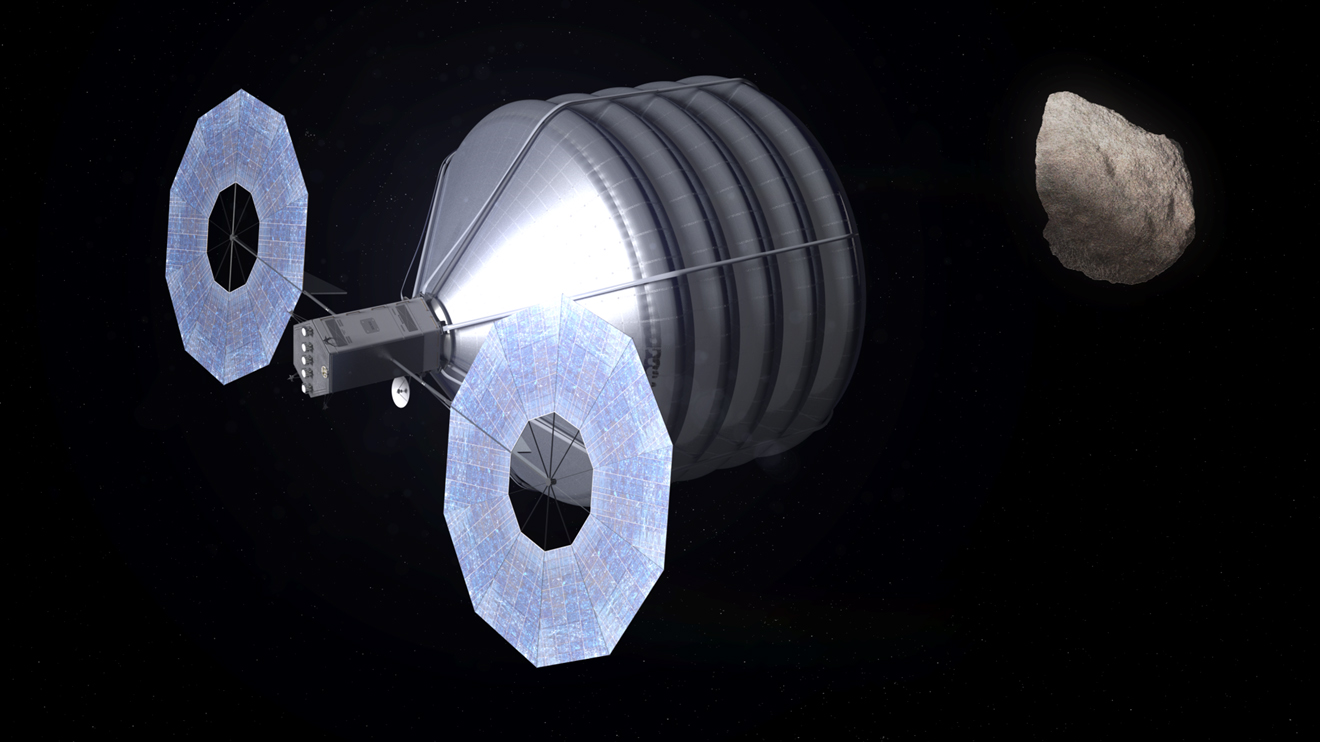
أحد الطرق المقترحة لقبض الكويكبات وإعادة توجيهها نحو أماكن معينة بالذات

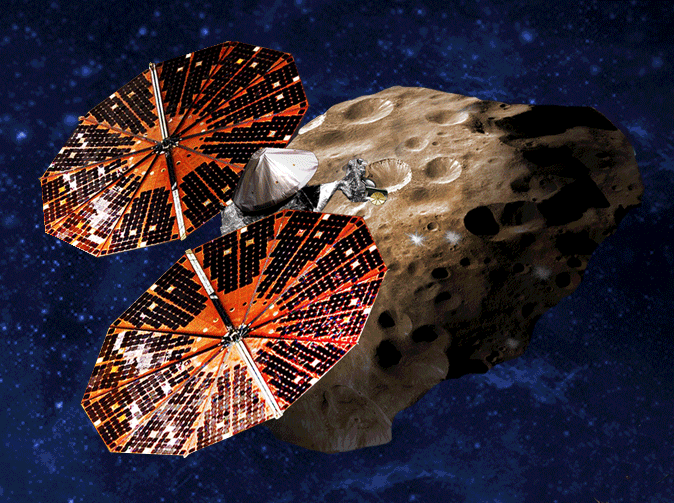
مخطط لوسي لمركبة فضائية مستقبلية

منظمة استكشاف الفضاء اليابانية تخطط لإطلاق مركبة مطورة (هايابوسا 2) للعودة مرة أخرى لاستكشاف الفضاء، والهدف المحدد هو جمع عينات وإعادتها للأرض بحلول العام 2020، وهدف المهمة الحالي هو كويكب من النوع سي.
في بدايات العام 2013 أعلنت ناسا عن خطتها الطموحة للقبض على أحد الأجرام القريبة من الأرض ومن ثم إعادة توجيه مساره نحو القمر ليتخذه مداراً له، ومن ثم تتم دراسته وهو في مدار القمر، وفي النهاية يتم توجيهه ليصطدم بالقمر عند انتهاء الغرض منه.
في 2014 أعلنت ناسا أن الكويكب أم دي 2011 هو المرشح ليكون الهدف، ويتوقع أن تتم هذه المهمة في بدايات عشرينيات القرن الحالي.
يتم تداول أن الكويكبات مصدر ممتاز للمعادن النادرة على الأرض، خصوصاً وأن مصادر الأرض تتعرض للإنهاك، أو استعمال هذه المصادر في الفضاء بدلاً من حملها كليةً من الأرض.
في الولايات المتحدة برنامج ديسكفري اقتراح مركبة الروح لسايكي 16 ومركبة لوسي إلى طروادة مشترية وقد وصلت المرحلة إلى نصف النهاية لاختيار المهمة.
في يناير 2017، تم اختيار كل من مركبة لوسي والروح كمهمتين لبرنامج ديسكفري لناسا.

## في الخيال العلمي
لطالما كانت الكويكبات مادة خصبة لأفلام الخيال العلمي والقصص والروايات الخيالية، حيث أن هناك مئات أو الاف الأفلام والكتب والروايات عنها، بعضها يكون مستنداً إلى حقائق علمية معينة، وبعضها يكون خيالياً بالكامل، لكن يغلب على بعضها تركيزه على مادة محددة وهي اصطدام هكذا جرم بالأرض وتسببه بخسائر فادحة، أو محاولات حرف مساره بمهام بطولية خيالية.

## معرض الصور

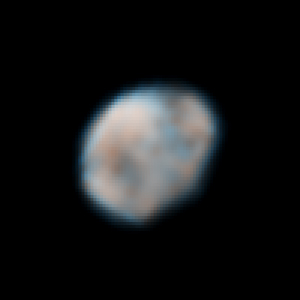
كويكب 4 فيستا
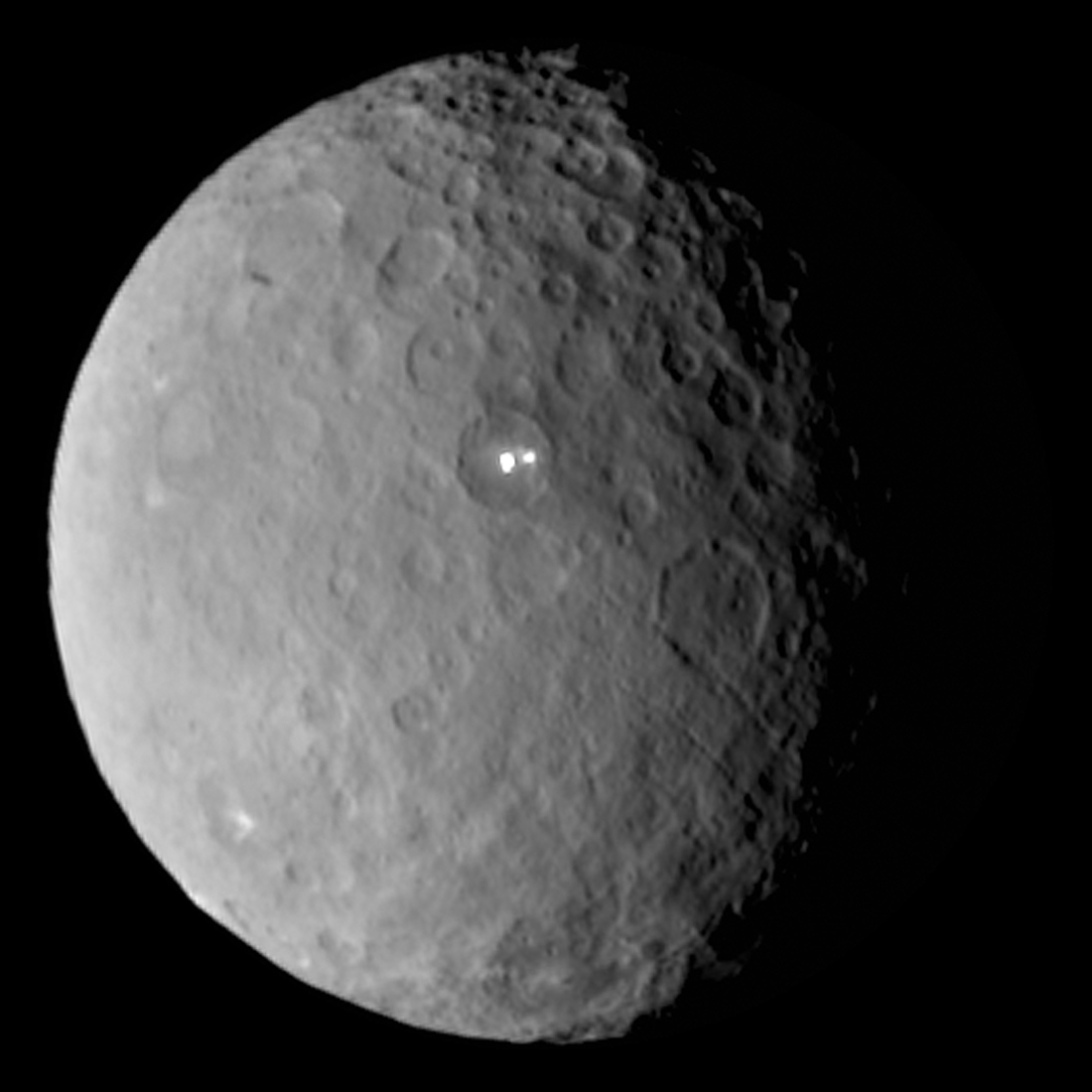
كويكب سيريس
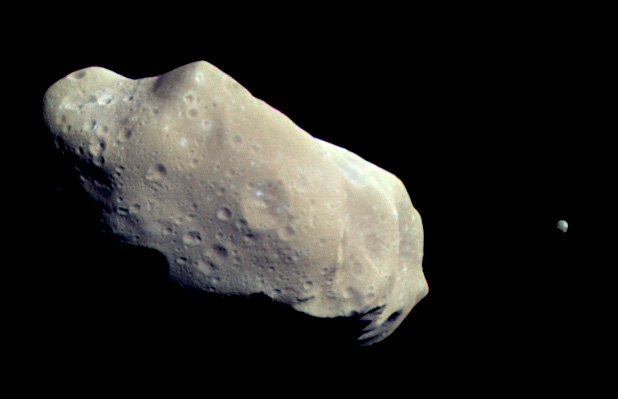
كويكب 243 إيدا
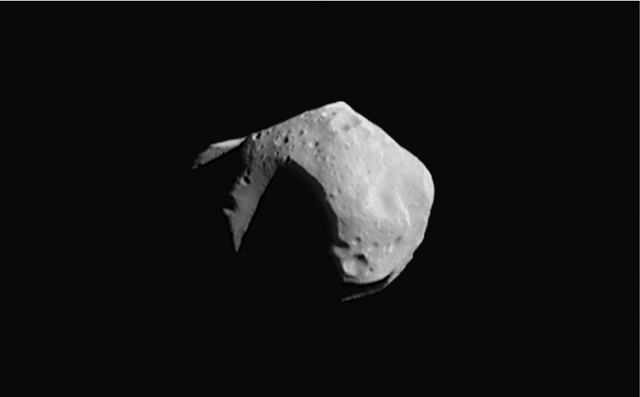
كويكب ماثالدي 253
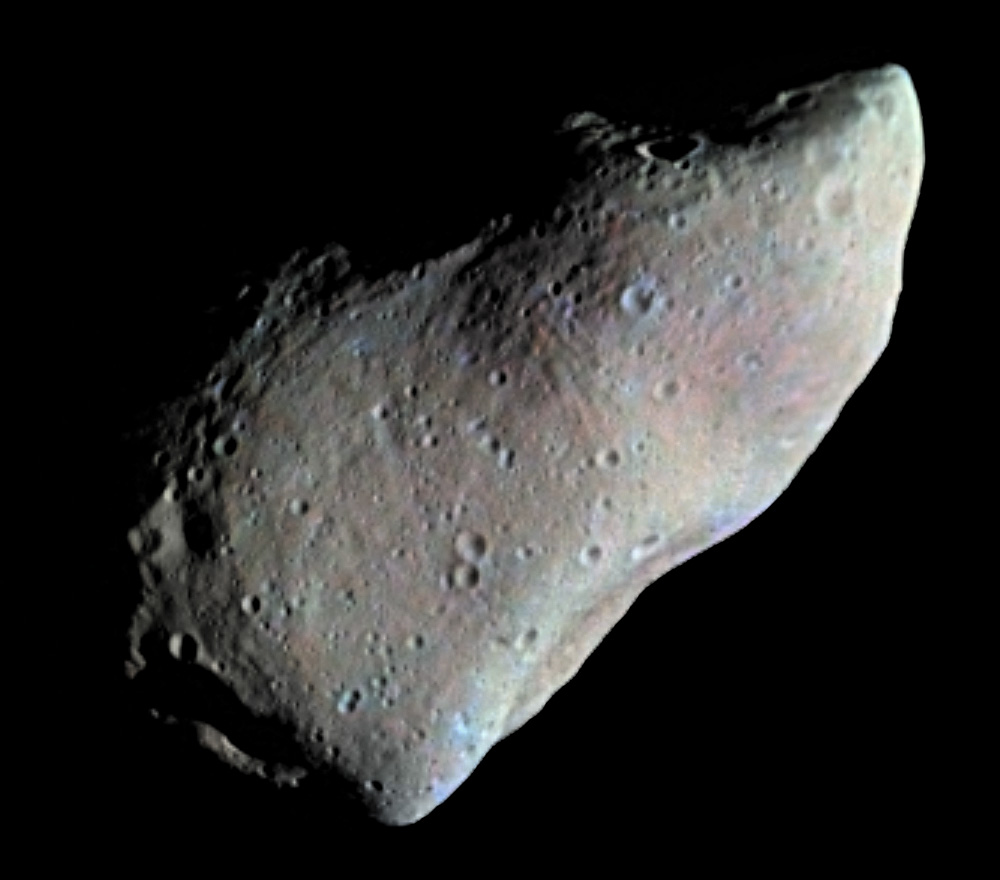
كويكب 951 غاسبرا
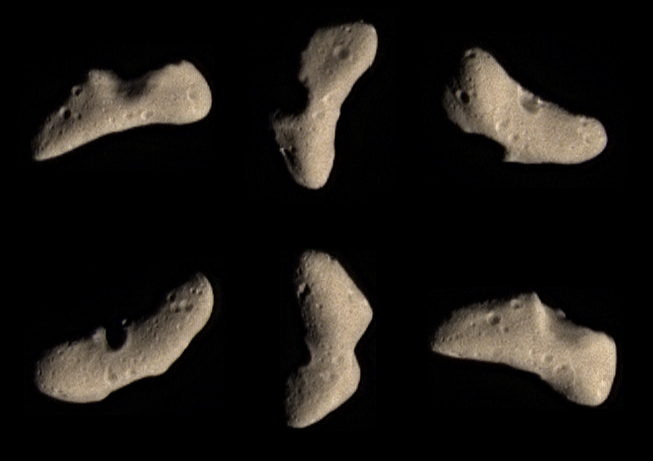
كويكب إروس 433